# Volksabstimmung im Saargebiet 1935
Die Volksabstimmung im Saargebiet fand am 13. Januar 1935 statt. Das Plebiszit hatte die Frage zum Gegenstand, ob das 1920 vom Deutschen Reich abgetrennte Saargebiet weiterhin ein Mandatsgebiet des Völkerbundes bleiben, mit Frankreich vereinigt oder an Deutschland zurückgegliedert werden sollte. Eine sehr deutliche Mehrheit von 90,7 % sprach sich für einen Anschluss an Deutschland aus, etwa 8,9 % stimmten für die Beibehaltung des Status quo und nur 0,4 % der Abstimmenden wünschten den Anschluss an Frankreich. Vorbereitet und durchgeführt wurde die Volksabstimmung durch eine vom Völkerbund eigens eingesetzte Plebiszitkommission.
Diese fünfte und letzte gemäß Versailler Vertrag durchzuführende Volksabstimmung fiel in eine Zeit steigender diplomatischer Spannungen in Europa und des Totalitarismus in Deutschland. Die 1933 an die Macht gelangten Nationalsozialisten verfolgten eine ausdrücklich revanchistische Politik. Sie engagierten sich daher umfänglich im Abstimmungskampf, der von der nationalsozialistischen Propaganda zum „Saarkampf“ stilisiert wurde. Aufgrund der zahlreichen Versuche der Nationalsozialisten, die Volksabstimmung in ihrem Sinne zu manipulieren, konnten die Grundsätze einer freien Abstimmung, trotz aufrichtiger Bemühungen seitens der Plebiszitkommission sowie der Regierungskommission des Saargebietes, nicht durchgängig gewahrt werden.

## Hintergrund
Das Saargebiet (französisch: Territoire du bassin de la Sarre, englisch: Territory of the Saar Basin) war bis 1918 kein einheitliches politisches Gebilde, es wurde als solches überhaupt erst durch den Versailler Vertrag begründet. Das knapp 2000 km² große Gebiet am Mittellauf der Saar wurde am 30. September 1920 aus Teilen des preußischen Regierungsbezirks Trier sowie Teilen der zum Freistaat Bayern gehörenden Bezirksämter St. Ingbert, Homburg und Zweibrücken gebildet. Im Saargebiet lagen zu diesem Zeitpunkt bedeutende Teile der deutschen Kohleindustrie, seinerzeit das drittgrößte Revier Europas, sowie wichtige Betriebe der Metall-, Glas- und Keramikherstellung. Seit der Erschöpfung der lokalen Eisenerzvorkommen im frühen 19. Jahrhundert, war die Industrie an der Saar von den Eisenvorkommen in Lothringen abhängig.
Das Territorium wurde geschichtlich die weitaus meiste Zeit zum Römisch-deutschen Reich gerechnet. Zwischen dem Westfälischen Frieden (1648) und dem Frieden von Rijswijk (1697) gehörte es erstmals zu Frankreich. In diese Periode fällt auch die Gründung von Saarlouis, das bis 1815 als eine wichtige Festungsstadt durchgängig Teil Frankreichs war. Nach der Französischen Revolution fiel das Gebiet im Ersten Koalitionskrieg ab 1793 erneut unter französische Herrschaft. Teilweise geschah dies durch die Abhaltung von gefälschten Plebisziten in Gemeinden. Mit dem Ersten Pariser Frieden verlor Frankreich 1814 jedoch den Großteil des Saargebiets wieder, mit dem Zweiten Pariser Frieden 1815 dann auch Saarlouis. Der weitaus größere Teil ging 1816 in der preußischen Provinz Großherzogtum Niederrhein, ab 1822 dann als Teil der Rheinprovinz auf. Der kleinere Teil gehörte ab 1818 zum bayerischen Rheinkreis, der ab 1837 als Pfalz bezeichnet wurde. Gemäß des preußischen Zensus von 1910, gaben über 99 % der Bewohner des Regierungsbezirks Trier „Deutsch“ als Umgangssprache an.

## Der Weg zur Volksabstimmung (1918–1920)

### Das Gebiet an der Saar im Ersten Weltkrieg

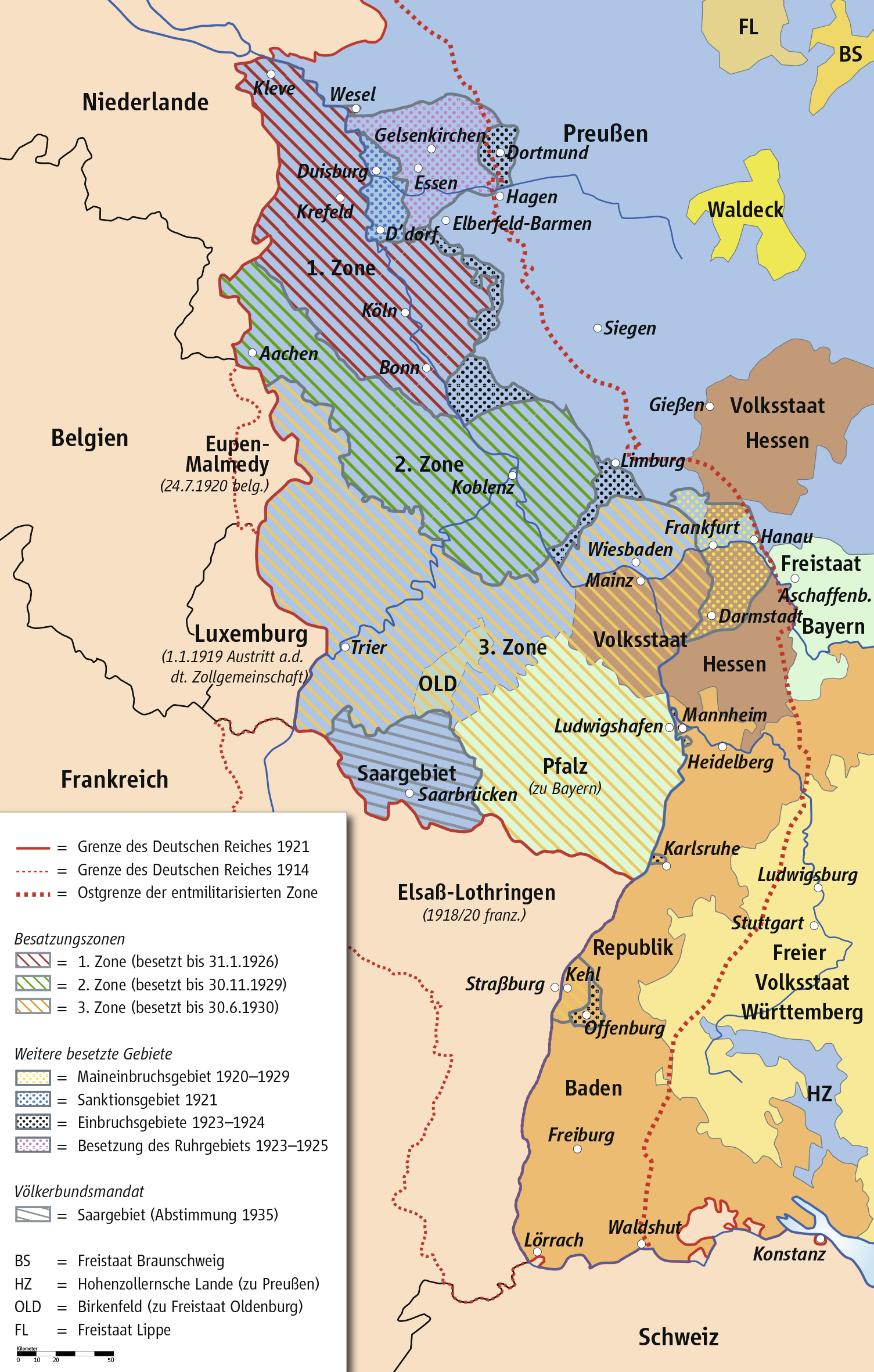
Die linksrheinisch von den Alliierten besetzten Gebiete, darunter das Saargebiet

Das spätere Saargebiet erlebte im Ersten Weltkrieg (1914–1918) die Kampfhandlungen nur mittelbar, als Aufmarschort für den Krieg gegen Frankreich, als Standort wichtiger Lazarette aber auch durch den Einsatz von Kriegsgefangenen in der Montanindustrie. Als eines der bedeutendsten deutschen Industriereviere wurden an der Saar kriegswichtige Güter produziert, wie beispielsweise Teile für Stahlhelme in der Völklinger Hütte der Gebr. Röchling KG. Aufgrund der relativen Nähe zur Westfront flogen die Alliierten bereits ab Augut 1914 regelmäßig Bomberangriffe auf die Industrieanlagen an der Saar, wobei es jedoch kaum zivile Opfer gab.
Unweit der Grenze zu Frankreich gelegen und historisch eng mit der Montanindustrie im von Frankreich beanspruchten Lothringen verbunden, wurden in Frankreich Forderungen nach Annexion des Saargebiets laut. Diese wurden umso nachdrücklicher, je mehr das bedeutsame nordfranzösische Kohlerevier von den Kampfhandlungen in Mitleidenschaft gezogen wurde. Einerseits zog sich die Frontlinie bereits ab Mitte 1914 hindurch, sodass die Förderung dort praktisch zum Erliegen kam. Andererseits zerstörte das Deutsche Heer bei seinem Rückzug auf die Siegfriedlinie 1918 gemäß einer Politik der verbrannten Erde systematisch alle Förderanlagen. Dies verstärkte auf französischer Seite nur den Wunsch nach Ausgleich für den erlittenen Verlust an Industrie.
Nachdem die militärische Lage für das Deutsche Reich im Verlauf des Jahres 1918 aussichtslos geworden war, stimmte die Reichsregierung schließlich Waffenstillstandsverhandlungen zu. Am 11. November 1918 wurde eine entsprechende Vereinbarung unterzeichnet und der Erste Weltkrieg endete. Gemäß der vereinbarten Bedingungen demobilisierte das Deutsche Reich weite Teile seiner Truppen und zog diese auf das rechte Rheinufer zurück. Die linksrheinischen Gebiete wurden gemäß Waffenstillstandsabkommen von den Alliierten besetzt. In das Saargebiet rückten am 22. November 1918 französische Truppen ein und errichteten dort eine eigenständige, von der Interalliierten Rheinlandkommission unabhängige Militärverwaltung. In den folgenden Monaten verhängte die französische Militärverwaltung eine strenge Zensur, ging teils harsch gegen ihre Kritiker vor, orientierte das Saargebiet wirtschaftlich in Richtung Westen und bemühte sich durch kulturelle Angebote und eine verbesserte Lebensmittelversorgung um eine „friedliche Durchdringung“ (pénetration pacifique) der öffentlichen Meinung. Faktisch bereitete Frankreich ab Dezember 1918 die schrittweise Annexion des Saargebiets vor.
Am 18. Januar 1919 begann die Pariser Friedenskonferenz, in der die Siegermächte und ihre Verbündeten unter Ausschluss der besiegten Staaten die Friedensbedingungen aushandelten, wobei Frankreich zunächst keine Forderungen bezüglich der Saar erhob.

### Die Pariser Friedensverhandlungen

Gebietsverluste Deutschlands nach dem Ersten Weltkrieg (farblich schraffierte Flächen)

In den Pariser Verhandlungen brachte der französische Ministerpräsident Georges Clemenceau erstmals am 17. März 1919 die französischen Ansprüche auf das Saargebiet vor. Die Angelegenheit wurde im Rat der Vier am 28. März 1919 erneut diskutiert und führte zu einer ernsten Krise. Sowohl Großbritannien als auch die USA lehnten den Anschluss des Saargebiets an Frankreich entschieden ab.
Die Verhandlungen wurden in den nächsten Tagen fortgesetzt und man einigte sich am 31. März 1919 zunächst auf die Übertragung der Kohlebergwerke im Saargebiet an Frankreich, jedoch nur unter der Bedingung, dass der freie Verkehr von Waren und Personen zwischen dem Saargebiet und dem Deutschen Reich nicht unterbrochen werden dürfe. Zugleich wurde eine „Kommission für die Saar“ (Commission on the Saar) eingesetzt, die die Frage weiter behandeln sollte. Nach nur wenigen Tagen legte diese Kommission einen Kompromissvorschlag als Ausgangspunkt der weiteren Gespräche vor. Am 8. April wurde im Rat der Vier erneut ohne Einigung diskutiert, wobei die Frage der Abspaltung des Saargebiets der zentrale Punkt war: Frankreich wollte das Saargebiet unbedingt aus dem Deutschen Reich lösen, während die USA dies kategorisch ablehnte.
Am 9. April brachte US-Präsident Woodrow Wilson schließlich einen abgeänderten Vorschlag ein, der die Aussetzung der deutschen Souveränität über das Saargebiet für 15 Jahre vorsah. In dieser Zeit würde ein unabhängiges Gremium unter Aufsicht des Völkerbundes die volle Regierungsgewalt im Gebiet ausüben. Am Ende der Frist sei wie bereits vorgeschlagen ein Plebiszit zur abschließenden Klärung der Gebietszugehörigkeit abzuhalten. Unter der Bedingung, dass die Bewohner des Saargebiets in dieser Zeit kein Wahlrecht zum deutschen Reichstag haben würden und dass die einzusetzende Regierungskommission ausdrücklich auch das Recht zur Neubesetzung der Verwaltungsleitungen habe, stimmte Clemenceau am 10. April 1919 schließlich zu. Für das Plebiszit war zunächst nur die Wahlmöglichkeit „Frankreich“ oder „Deutschland“ vorgesehen. Als letzte wesentliche Änderung einigte man sich in den folgenden Wochen einvernehmlich, zusätzlich auch den „Status quo“, also den Verbleib als Mandatsgebiet des Völkerbundes, zur Abstimmung zu stellen.
Am 7. Mai 1919 wurde der Reichsregierung der Entwurf des Versailler Vertrags übermittelt. In ihren Stellungnahmen vom 13. und 16. Mai 1919 protestierte die Reichsregierung nachdrücklich gegen die vorgebrachten Regelungen. Sie wandte sich einerseits gegen die Besitzübertragung der Kohlebergwerke an Frankreich, lehnte aber auch die Einsetzung der internationalen Regierungskommission ab, die den Bewohnern des Gebiets in keiner Form verantwortlich sei und laut Entwurf nicht einmal ihren Sitz im Saargebiet nehmen müsse. Zuletzt lehnte sie das Plebiszit rundheraus ab, da angesichts einer Einwohnerschaft, die zu 99 % muttersprachlich deutsch war, keinerlei Rechtfertigung für eine Übertragung des Gebiets an Frankreich bestehe.
In ihrer Antwort vom 16. Juni 1919 wies der Rat der Vier die Anschuldigungen weitgehend zurück. Die Internationale Kommission sei dem Völkerbund verantwortlich, insofern könne von Willkür keine Rede sein. Die Reichsregierung übersehe auch den Umstand, dass die Regelung auf 15 Jahre befristet sei. Der Versailler Vertrag, und damit alle Vereinbarungen zum Saargebiet, wurde am 28. Juni 1919 unterzeichnet. Tatsächlich in Kraft trat er jedoch erst nach der Ratifizierung durch alle unterzeichnenden Staaten am 10. Januar 1920. Mit diesem Tag wurde auch der Völkerbund ins Leben gerufen, der dann zum 13. Februar 1920 eine Regierungskommission für das Saargebiet ernannte und damit die dortige Regierungsgewalt von den französischen Militärbehörden übernahm.

### Das Saargebiet im Versailler Vertrag

Amtliche Karte des Saargebiets mit französischer und englischer Legende

Die Frage des Saargebiets wurde im Versailler Vertrag in Kapitel 3, Abschnitt 4 unter der Überschrift „Saarbecken“ behandelt. Dort waren zunächst grundsätzlichen Regelungen in den Artikeln 45–50 enthalten. Hinzu kam eine wiederum in drei Kapitel gegliederte Anlage, die detaillierte Ausführungen zur „Abtretung und Ausbeutung der Kohlegruben“ (Kapitel 1), der „Regierung des Gebietes des Saarbeckens“ (Kapitel 2) sowie zur „Volksabstimmung“ (Kapitel 3) machte.
Die Regierungsgewalt solle durch eine internationale Kommission ausgeübt werden, der ein Franzose, eine im Saargebiet gebürtige Person ohne französische Staatsbürgerschaft, sowie drei Personen die weder Deutsche noch Franzosen seien, angehören würden. Der Völkerbundsrat würde festlegen, welches Mitglied den Vorsitz ausübe. Die Kommission selbst würde nach einfacher Mehrheit entscheiden. Sie wäre ausdrücklich befugt, jegliches Leitungspersonal in den Verwaltungen des Saargebiets nach ihrem Ermessen zu benennen oder zu entlassen und gegebenenfalls neue Behörden einzurichten. Im Saargebiet dürfe jedoch kein Militär stationiert oder Befestigungsanlagen errichtet werden. Einzig die Aufstellung einer Gendarmerie sei zulässig. In Streitfällen über die Auslegung der Vertragsbestimmungen käme der Kommission das Letztentscheidungsrecht zu.
Bei der Volksabstimmung wären Menschen jeglichen Geschlechts stimmberechtigt, sofern sie am Tag der Abstimmung das 20. Lebensjahr vollendet und bereits am Tag der Unterzeichnung des Vertrags ihren Wohnsitz im Saargebiet hatten. Alle weiteren Bedingungen des Plebiszits würde der Völkerbund festlegen, der auch abschließend über die Frage entscheide, unter welche Oberhoheit das Saargebiet schließlich falle. Sollte das Gebiet letztlich Deutschland zugeschlagen werden, hätte dieses die Kohlebergwerke des Saargebiets von Frankreich in Gold abzukaufen. Falls Deutschland nicht in der Lage sei, diesen Kaufpreis innerhalb von sechs Monaten aufzubringen, würde das Saargebiet an Frankreich fallen. Aufgrund des Protests der Reichsregierung gegen diese Bestimmung war zuvor von den Alliierten klargestellt worden, dass die Annexion auch bereits durch eine Anzahlung innerhalb der Sechsmonatsfrist abgewendet werden konnte.

## Die Zeit der Weimarer Republik (1920–1933)

### Die Situation im Saargebiet

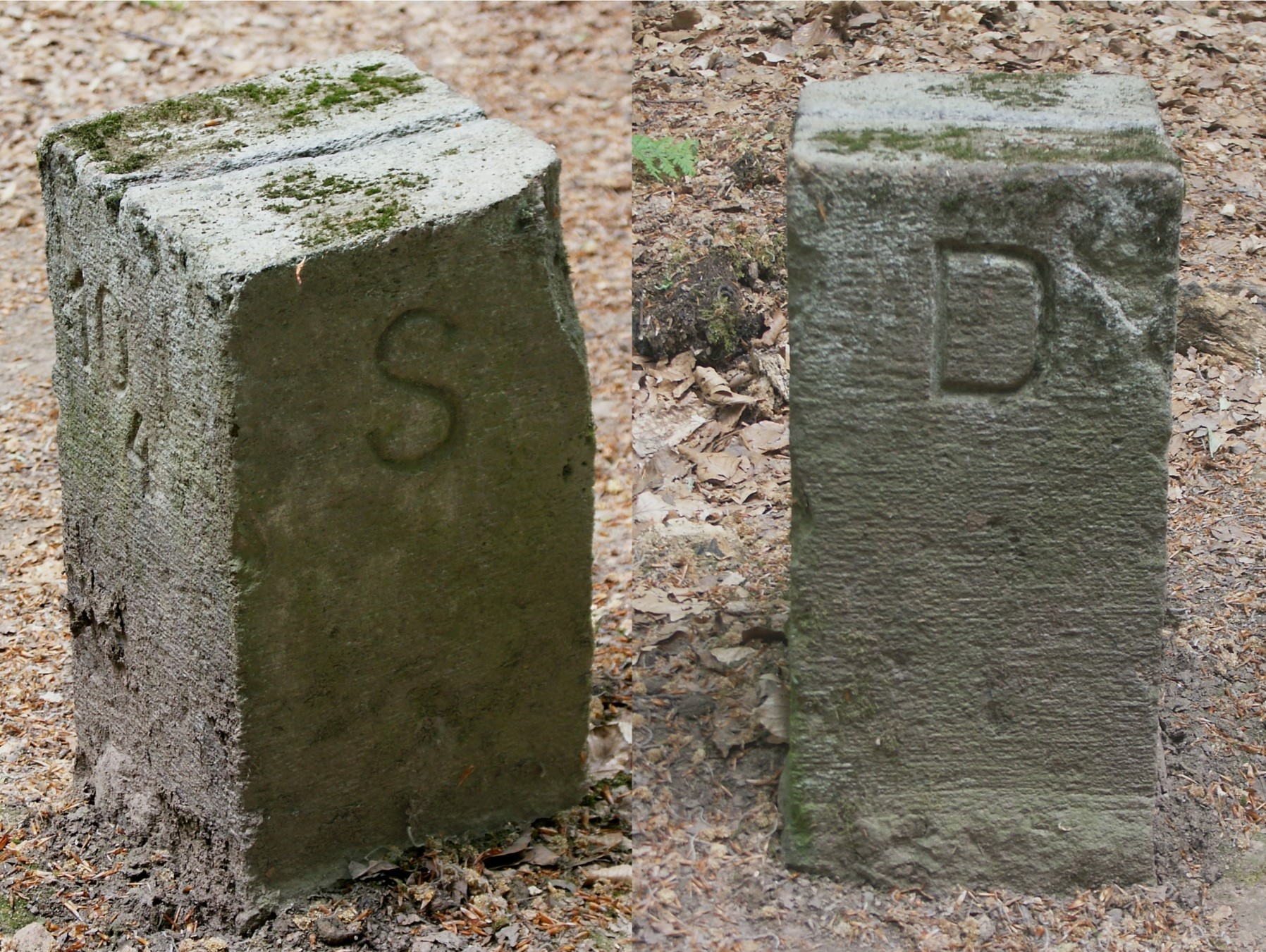
Beide Seiten eines Markierungssteins an der früheren deutsch-saarländischen Grenze (2011)

Französische Karte der Industriebetriebe des Saargebiets im Jahr 1925

Ab dem 10. Januar 1920, mit dem Inkrafttreten des Versailler Vertrags, war die Souveränität des Deutschen Reichs über das Saargebiet auf fünfzehn Jahre ausgesetzt. Völkerrechtlich blieb das Saargebiet Teil des Deutschen Reiches, die Saarländer behielten die deutsche Staatsbürgerschaft, waren jedoch nicht mehr zum Deutschen Reichstag wahlberechtigt. Die französische Militärverwaltung blieb noch einige Wochen bis zum 25. Februar 1920 bestehen, an diesem Tag übernahm die vom Völkerbund zwischenzeitlich eingesetzte Regierungskommission des Saargebietes Macht.
Hatte Frankreich in den Jahren 1919/1920 noch gehofft, die Bewohner des Saargebiets binnen 15 Jahren für sich einnehmen und damit das Plebiszit gewinnen zu können, zerschlug sich diese Erwartungen bereits in den ersten Jahren. Das bisweilen aggressive Vorgehen der französischen Regierungen des Bloc national führten zu einer festgefügten, deutsch-nationalistischen Haltung in weiten Teilen der Bevölkerung des Saargebiets. Sowohl die politischen Parteien des Saargebiets, die Presse, als auch weite Teile der Bevölkerung lehnten die Verwaltung durch die Regierungskommission ab. Das Saargebiet erlebte in den ersten Jahren mehrere umfassende Streiks, zunächst der öffentlichen Bediensten im Jahr 1920, dann im Januar 1923 im Zusammenhang mit der Ruhrbesetzung den sogenannten 100-Tage-Streik der Bergleute, der schließlich das gesamte Saargebiet und auch die Eisenbahnen erfasste. Viele Bewohner des Saargebiets nutzten partei- und milieuübergreifend jede Gelegenheit, ihr „Deutschtum“ zu zeigen und damit gegen die „Fremdherrschaft“ zu protestieren. Die Parteien verfolgten nahezu geschlossen eine Fundamentalopposition, lehnten jede noch so sinnvolle Entscheidung der Regierungskommission ab und forderten nichts weniger als die sofortige Rückangliederung des Saargebiets an Deutschland.
Auch die Gründung des Landesrat im Jahr 1922, eine für das gesamte Saargebiet demokratisch gewählte Vertretung mit jedoch rein beratender Funktion, konnte an dieser nahezu geschlossenen Ablehnung der Bevölkerung nichts ändern. Zum Völkerbund nach Genf gelangte aus dem Saargebiet ein mehr oder minder ununterbrochener Strom an Petitionen und Einwendungen gegen das Handeln der Regierungskommission. Im Ergebnis verstärkte der Völkerbund zunächst ab 1922 schrittweise seine Aufsicht, ab 1924 erfolgten personelle Änderungen in der Kommission. Die Haltung der Presse und der politischen Parteien im Saargebiet blieb dennoch ausgesprochen feindlich. An der 1925 auch im Saargebiet begangenen Rheinischen Jahrtausendfeier, die zum Zeichen des nationalen Widerstands gegen die französische Besetzung des Rheinlands und des Saargebiets wurde, beteiligten sich dort mehr als 50.000 Menschen.

### Das Saargebiet im deutsch-französischen Verhältnis
Während das deutsch-französische Verhältnis in den Jahren nach dem Krieg zunächst ausgesprochen unterkühlt blieb, besserte es sich ab der Mitte der 1920er kurzzeitig. Sowohl der deutsche Außenminister Gustav Stresemann als auch der französische Ministerpräsident Aristide Briand waren entschlossen, eine Revision des Versailler Vertrags zu erreichen. Neben vielen anderen Punkten stand hierbei auch die Aufhebung des Plebiszits im Saargebiet und eine vorzeitige Rückgabe an Deutschland zur Debatte. Letztlich fand diese Idee jedoch weder 1925 Eingang in die Verträge von Locarno noch 1929/30 in den Young-Plan.
Auf beiden Seiten setzten sich diejenigen nationalistischen Kräfte durch, die jede Form des Zugeständnisses an die andere Seite ablehnte. Ab etwa 1930 stellten sich daher beide Seiten auf die Durchführung des Plebiszits ein. Für Frankreich bestand als einzige realitische Option, für eine Beibehaltung des Status quo zu werben, mit dem Zollunion und die wirtschaftliche Anbindung an Frankreich fortbestehen würde.
Die deutsche Seite war angesichts der Stimmung in der Bevölkerung sehr zuversichtlich, dass sie bei der Volksabstimmung mit einer überwältigenden Mehrheit für eine Rückangliederung an Deutschland rechnen konnte. Zur Stärkung der deutschen Position auf der internationalen Bühne sollte jedoch eine so hohe Zustimmung wie nur irgend möglich erreicht werden, idealerweise 99 %. Zugleich wurde deutlich, dass sich der Abstimmungskampf nicht gegen einen Anschluss an Frankreich, sondern vielmehr gegen die Beibehaltung des Status quo als einzige Alternative mit nennenswerter Anhängerschaft, würde richten müssen. Die Reichsregierung intensivierte daher ihre finanzielle Unterstützung für alle möglichen im Saarkampf engagierten Organisationen. Fast alle Parteien an der Saar koodinierten sich zu diesem Zweck unter der Führung von Hermann Röchling, der jährlich geschätzte 37 Millionen Reichsmark für Propaganda zur Verfügung stand.

### Erste Vorbereitungen für die Volksabstimmung
Die Regierungskommission im Saargebiet konzentrierte sich vorrangig darauf, den reibungslosen Abbau von Kohle durch die nun im französischen Besitz befindliche Montanindustrie zu organisieren. Für die Vorbereitung des Plebiszits sah sie sich hingegen nicht zuständig und vertrat die Auffassung, dass die notwendigen Vorbereitungen sehr gut in den Monaten vor der für Anfang 1935 angesetzten Abstimmung getroffen werden könnten. Aufeinanderfolgende Regierungen der Weimarer Republik widersprachen dieser Auffassung nachdrücklich. Ihre vorrangige Sorge betraf die Registrierung der Abstimmungsberechtigten. Da laut Versailler Vertrag alle Personen stimmberechtigt waren, die Ende Juni 1919 im Abstimmungsgebiet gelebt hatten, drang sie wiederholt auf eine sofortige Sicherung der notwendigen Unterlagen. Die Regierungskommission stellte in ihrem 10. Bericht 1922 an den Völkerbundrat ausdrücklich klar, dass sie keine Plebiszitkommission sei und die Erstellung der Stimmlisten nicht zu ihren Aufgaben gehöre.
Der Völkerbund ließ daraufhin durch sein Mitglied Tsai Fou Tang, einen Delegierten der Republik China, einen Bericht zu dieser Frage anfertigen, der am 31. August 1922 angenommen wurde. Darin kam er zu dem Schluss, dass es zwar noch zu früh für die konkrete Vorbereitung des Plebiszits sei, jedoch eine Bestandsaufnahme und Sicherung der für die Erstellung der Stimmlisten notwendigen Unterlagen vorgenommen werden solle. Der Bericht empfahl weiterhin, für diese Aufgabe das Amt eines „Vorläufigen Urkundenkommissars für das Saar Plebiszit“ (Provisional Records Commissioner for the Saar Plebiscite) zu schaffen.
Der Völkerbund setzte am 26. September 1922 den Schweizer Alfred Bonzon in dieser Funktion ein. Dieser erstellte ein äußerst umfangreiches Register aller Unterlagen, die zur Klärung des Stimmrechts einer Person würden beitragen können: Daten von Volkszählungen, Steuerlisten, polizeiliche Melderegistern, das französische Personenstandsregister (état civil), Wählerverzeichnisse für die Wahl der Nationalversammlung 1919 in Weimar, sowie der Vertretungen in Preußen und Bayern, der Kommunalwahlen von 1920, der Wahl zum Landesrat im Saargebiet im Jahr 1922, Rekrutierungsregister und Bezugsregister für die Rationierung von Kohle und Lebensmitteln. Am 23. April 1923 legte Bonzon das Ergebnis der Bestandsaufnahme vor, mit detaillierten Ausführungen, wo die Akten gelagert und welche Schritte zu deren Bewahrung zu unternehmen seien. Der Völkerbund erließ ein entsprechendes Dekret, mit dem Verwaltungen des Saargebiets angewiesen wurden, die Akten vor Zerstörung zu sichern und alle darin vorgenommenen Ergänzungen gesondert zu dokumentieren. Verstöße gegen die Sicherungspflicht waren strafbar.

## Die Zeit des Nationalsozialismus (ab 1933)

### Die Veränderung der politischen Landschaft
Mit der Machtübernahme der NSDAP im Deutschen Reich in den ersten Monaten des Jahres 1933 änderte sich auch im Saargebiet die Situation grundlegend. Die vereinte Front nahezu aller Parteien im Saargebiet für die Wiederangliederung an Deutschland, zeigte erstmals seit 1920 Risse. Die im katholischen Saargebiet traditionell besonders starke Zentrumspartei, die SPD sowie die KPD wandten sich gegen die Nazi-Diktatur. Sie hielten jedoch zunächst an ihrer Position fest, im Plebiszit für einen Wiederanschluss an Deutschland zu werben. Die anderen im Landesrat des Saargebiets vertretenen sowie die weiteren kleinen Parteien akzeptierten oder begrüßten hingegen im Frühjahr 1933 die Beseitigung der Republik.
Ab Mai 1933 kooperierten fast alle kleineren Parteien des Saargebiets mit der NSDAP und begannen sich in der sogenannten Deutschen Front zusammenzuschließen. Im Verlauf des Jahres lösten sich dann nacheinander die Deutsch-Saarländische Volkspartei, die Deutschnationale Volkspartei des Saargebietes sowie die Wirtschaftspartei auf und gingen in der Deutschen Front auf. Angesichts des sich im Verlauf des Jahres 1933 im Deutschen Reich festigenden NS-Staats änderte die SPD im Herbst 1933 ihre Haltung und trat nun für eine Verschiebung des Plebiszits um 5–10 Jahre, und falls dies nicht möglich sei, für die Beibehaltung des Status quo ein.
Im Oktober 1933, nach äußerst heftigen internen Auseinandersetzungen, gab auch die Zentrumspartei des Saargebiets ihre Auflösung zugunsten der Deutsche Front bekannt. Das katholische Milieu blieb jedoch auch im Anschluss zwischen Unterstützung und Opposition für den NS-Staat zerrissen. Aufgrund ihrer tiefen gesellschaftlichen Verankerung kam der Positionierung der katholischen Kräfte eine besondere Bedeutung zu. Die Römische Kurie wollte sich nicht zu einem klaren Bekenntnis durchsetzen, auch um die erst im Juni 1933 abgeschlossenen Verhandlungen um das Reichskonkordat nicht zu gefährden. Die für das Saargebiet zuständigen Bischöfe von Trier und Speyer, Franz Rudolf Bornewasser und Ludwig Sebastian, unterstützten hingegen ausdrücklich die Rückgliederung in das Deutsche Reich. Erst im Juli 1934, als zuerst der sogenannte Röhm-Putsch und dann der Juliputsch in Österreich das katholische Milieu aufschreckten, begann sich dort der Widerstand gegen die Nationalsozialisten zu organisieren. Erst am 30. November 1934 wurde der Deutsche Volksbund für Christlich-soziale Gemeinschaft als Vertretung der katholischen Kräfte für den Status quo ins Leben gerufen. Die Partei sprach sich für eine spätere Rückkehr zu Deutschland, aber gegen den Nationalsozialismus und den Neopaganismus aus. Von Beginn an war sie schärfsten Angriffen durch die nationalsozialistische Presse und die Deutsche Front ausgesetzt. Die in der neuen Partei aktiven Priester wurden von ihren Bischöfen öffentlich getadelt und der Gewerkverein Christliche Bergarbeiter schloss mehrere prominente Mitglieder, darunter auch seine ehemaligen Vorsitzenden Heinrich Imbusch und Fritz Kuhnen, aus. Der Katholizismus war nach wie vor eine bedeutsame politische Kraft im Saargebiet, – am Katholischen Jugendtag in Saarbrücken am 29. Juli 1934 nahmen etwa 50.000 Personen teil – jedoch blieb dieser sehr späte katholische Widerstand auf einige engagierte Kreise begrenzt.
Die KPD änderte erst im Juli 1934 ihre Haltung zur Volksabstimmung und setzte sich ab dann zusammen mit der Saar-SPD als „Einheitsfront“ oder auch „Volksfront“ für den Status quo und gegen den Anschluss an Deutschland ein. Zugleich bemühten sich beide Parteien weiterhin beim Völkerbund um eine Verschiebung der Abstimmung und weitergehende Garantien für die Grundrechte zu erwirken. Beide Hoffnungen zerschlugen sich schließlich im Dezember 1934, als der Völkerbund per Beschluss ausdrücklich klarstellte, dass das Plebiszit nicht verschoben werden würde.
Zusammen mit der zunächst noch eigenständig auftretenden NSDAP setzte sich die Deutsche Front vorbehaltlos für einen Wiederanschluss an Deutschland ein. Die Deutsche Front war wie die NSDAP selbst zellenartig in Blöcke, Zellen, Ortsgruppen und Kreise organisiert. Auf Anweisung Hitlers löste sich auch die NSDAP im Saargebiet am 1. März 1934 auf und ging ebenfalls in der Deutschen Front auf. Zugleich wurde der NSDAP-Vorsitzende des Saargebiets, Alois Spaniol, zum Führer der Deutschen Front im Reich ernannt. Im Saargebiet selbst übernahm der als vergleichsweise moderat geltende Jakob Pirro die Landesleitung der Deutschen Front, wobei die tatsächliche Macht bei Josef Bürckel, dem Leiter des Gaus Rheinpfalz lag, der am 15. August 1934 auch formell den Titel „Saarbevollmächtigter des Reichskanzlers“ trug. Die weiteren leitenden Mitglieder des „Führerrats“ der Deutschen Front waren der Stahlunternehmer Hermann Röchling sowie der Verbandsfunktionär Wilhelm Schmelzer und der katholische Gewerkschafter Peter Kiefer, die alle drei langjährige Mitglieder des Landesrats waren. Weitere bürgerliche Aushängeschilder waren bekannte einheimische Persönlichkeiten wie Gustav Schmoll (Wirtschaftspartei), Franz Levacher und Peter Wilhelm (alle Mitglieder der Zentrumspartei des Saargebietes).
Neben den meisten Parteien schlossen sich ab Frühjahr 1933 auch viele Organisationen (Gewerkschaften, Berufsverbände, Interessenvertretungen und überregionale Vereine) im Saargebiet der nationalsozialistischen Ideologie an oder ließen sich als Teil ihrer Mutter- oder Schwesterorganisationen im Deutschen Reich gleichschalten. Noch wichtiger war, dass sich von den 12.299 der Regierungskommission unterstellten Beamten – von denen nur 66 keine Deutschen waren – ein erheblicher Teil die Deutsche Front unterstützte. Auf diese Weise formte diese bald einen Staat im Staate, dem viele Polizeibeamte, Bürgermeister, Richter, Stadträte, Post-, Telegraphen- und Finanzbeamte sowie Geistliche unter Missbrauch ihrer Amtsbefugnisse zuarbeiteten.
Die Bewohnerinnen und Bewohner des Saargebiets wurden vielfach bedrängt, Mitglied der Deutschen Front zu werden. In einer Reihe von Industriebetrieben wurden die Arbeiter von ihrem Arbeitgeber zum Beitritt genötigt. Allein in Saarbrücken gab es im Frühjahr 1934 über 800 Registrierungsstellen, viele davon in Amtsstuben oder öffentlichen Einrichtungen. Beitrittsformulare waren Zeitungen beigelegt und die Werbung an der Haustür ergänzten den Druck. Die Weigerung des Beitritts zur Deutschen Front führte zu politischer Verfolgung. Im Mai 1934 hatte sie über 455.000 Mitglieder.
Die Nationalsozialisten übten im Saargebiet flächendeckend handfesten Zwang aus und bedrohten Andersdenkende. Neben dem „Ordnungsdienst“, der paramilitärischen Kampftruppe der Deutschen Front, waren auch SA und SS verdeckt im Saargebiet aktiv, verübten Gewalttaten und entführten wichtige Oppositionelle über die Grenze ins Deutsche Reich. Wer sich den Forderungen der Deutschen Front nicht vorbehaltlos anschloss, erlebte Behördenschikane, wurde boykottiert oder öffentlich als „Volksverräter“ angeprangert. Die Drohung, „1935 wird Vergeltung geübt“, war allenthalben anzutreffen. Das offene Eintreten gegen die Hitler-Diktatur oder gegen den Wiederanschluss an Deutschland im Plebiszit war mit handfesten Risiken für Leib und Leben verbunden.
Bis zum Sommer 1934 herrschte allgemein eine gewisse Ungewissheit, ob es überhaupt zum Plebiszit kommen würde. Während die antifaschistischen Kräfte einen Putsch durch die Nationalsozialisten fürchteten, hatten diese wiederum die Sorge, der Völkerbund könne einseitig eine Verschiebung der Volksabstimmung und die Fortschreibung des Status quo beschließen. Erst mit der Ankunft der Plebiszitkommission im Juli 1934 änderte sich die Situation. Sowohl die französische als auch die deutsche Regierung hatten sich unmissverständlich zum Plebiszit bekannt. Die Hoffnung, dass die deutsche Regierung nun mäßigend auf die Deutsche Front und ihre anderen Organisationen einwirken würde, erfüllte sich jedoch nicht.

### Die Reaktion der Regierungskommission

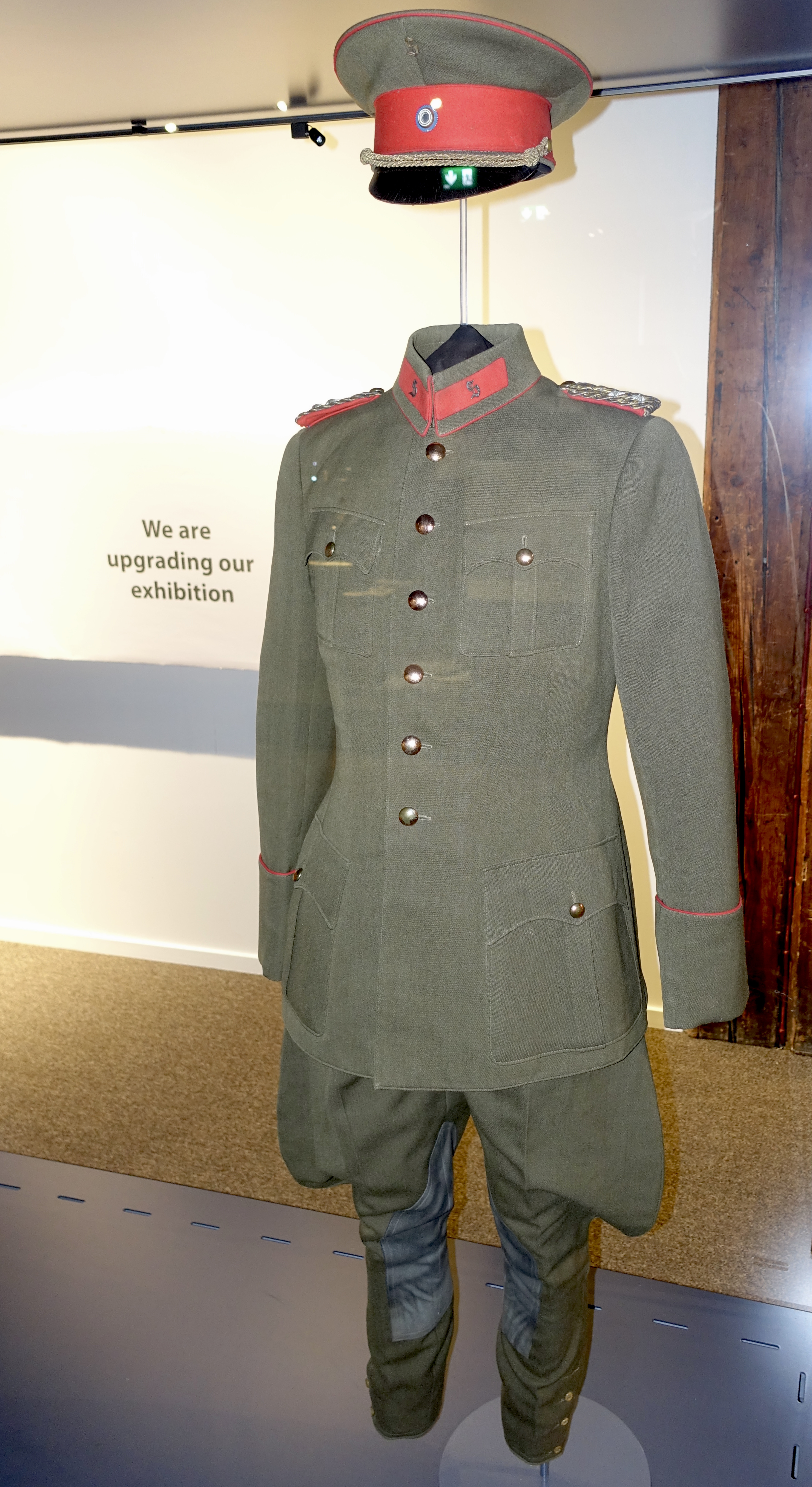
Uniform eines norwegischen Polizisten, der der Bitte der Regierungskommission um internationale Polizeikräfte im Saargebiet gefolgt war

Während ab 1933 im Deutschen Reich der ungebremste nationalsozialistische Terror und die politische Verfolgung einsetzte, blieben im Saargebiet die Grundrechte erhalten. Allerdings gerieten die bürgerlichen Freiheiten durch das Handeln der Nationalsozialisten unter ganz erheblichen Druck.
Die Regierungskommission reagierte bereits wenige Wochen nach der Machtübernahme der Nationalsozialisten in Deutschland mit einer Reihe von Verordnungen auf die veränderte politische Situation. Sie begründete dies nicht zuletzt mit ihrer Verpflichtung, ein faires, geheimes und freies Plebiszit im Jahr 1935 zu ermöglichen. So verbot sie verschiedene angebliche Wohlfahrtsorganisationen, die tatsächlich der Mittelbeschaffung verbotener faschistischer Vereinigungen dienten. Diversen öffentlichen Einrichtungen, wie beispielsweise der Handelskammer wurde untersagt, sich zu politischen Fragen außerhalb ihres Wirkungskreises zu äußern. Sie erließ strengere Auflagen für die Einreise in das Saargebiet und eine sechstägige Voranmeldepflicht für politische Veranstaltungen. Organisationen des Saargebiets mussten sich eigenständig organisieren, um nicht weisungsgebunden gegenüber Mutterorganisationen aus dem Deutschen Reich zu sein. Ein Empfangsverbot für den Rundfunk wurde erwogen, aber als nicht durchsetzbar verworfen.
Das Tragen von Uniformen jeder Art und das gemeinsame Marschieren wurde verboten. Die Einschüchterung von Personen aufgrund ihrer politischen Einstellung, Religion oder Herkunft wurde mit Haftstrafen belegt und Betreiber von Gaststätten und öffentlichen Einrichtungen hatten Volksverhetzung in ihren Räumlichkeiten zu unterbinden. Auch gegen die Verbreitung verbotener Schriften wurde mit drastisch verschärften Geld- und Haftstrafen vorgegangen. Gleiches galt für den Missbrauch von Amtsprivilegien oder die Weitergabe von Informationen über Bürgerinnen und Bürger des Saargebiets an eine ausländische Macht. Saarländischen Beamten waren bereits seit März 1933 persönliche Meinungsäußerungen im Rundfunk verboten. Es wurde ausdrücklich verboten, den Anschein zu erwecken, eine Organisation (konkret ging es um die Deutsche Front) übe hoheitliche Befugnisse im Saargebiet aus. Zuletzt wurde das Beflaggen von Gebäuden und Straßen ohne ausdrückliche Erlaubnis der Regierungskommission untersagt. Wiederholt aber folgenlos beklagte sich die Regierungskommission bei der Reichsregierung und beim Völkerbund über das Auftreten der Deutschen Front und die äußerst aggressiven Äußerungen in deutschen Rundfunksendern gegenüber der Regierungskommission des Saargebietes. Darüber hinaus und zum Ärger der Reichsregierung gewährte die Regierungskommission des Saargebiets politisch verfolgten Deutschen Schutz im Mandatsgebiet.
Die größte Herausforderung für die Regierungskommission war der Mangel an Polizeikräften. Letztlich standen ihr im ganzen Saargebiet nie mehr als 1005 Kräfte zur Verfügung, was in der Praxis eine aktive mobile Reserve von höchstens 100 Gendarmen bedeutete. Zudem arbeiteten viele Saar-Polizisten, auch und gerade die Offiziere, als Spitzel für die Deutsche Front. Trotz Verbot verfügten allein der paramilitärisch aufgestellte Ordnungsdienst und die SA im Saargebiet über mehrere tausend Mitglieder. Laut Versailler Vertrag durfte die Regierungskommission zusätzliche Polizeikräfte nur im Saargebiet selbst anwerben, was angesichts der Situation kaum weiterhalf. Es wäre zudem zulässig gewesen, Frankreich offiziell um die Entsendung von Truppen zu bitten, was wiederum die französische Regierung um jeden Preis vermeiden wollte. Erst am 3. September 1934 erhielt die Regierungskommission vom Völkerbund die Billigung, weitere Gendarmen in neutralen Staaten anzuwerben. Was die Offiziere anging, hatte sich die Kommission breits im Frühjahr entscheiden, diese aus dem Kreis der ins Saargebiet gekommenen Exilanten zu rekrutieren. Auf diese Weise übernahmen beispielsweise der Berliner Kriminalkommissar Hertwig Machts oder der ehemalige Oberregierungsrat Heinrich Ritzel wichtige Posten im Saargebiet.
Nach dem Eintreffen der Plebiszitkommission, erhöhte die Regierungskommission den Druck auf die Deutsche Front. So unternahm die Polizei des Saargebiets im Juli 1934 mehrere Razzien, zunächst beim Freiwilligen Arbeitsdienstes (FAD), dann im Hauptquartier der Deutschen Front selbst. Die dabei sichergestellten Papiere belegten zweifelsfrei, dass die Deutsche Front in großem Umfang illegale politische Aktivitäten im Saargebiet anleitete. Eine große Zahl von Verwaltungsbeamten, darunter auch der Saarbrücker Oberbürgermeister Hans Neikes, lieferten der Deutschen Front und den deutschen Behörden unter Verletzung ihres Amtseids vertrauliche Informationen zu. Sie maßte sich in einer ganzen Reihe von Fällen Hoheitsrechte an, stiftete aktiv zum Unterlaufen der im Saargebiet geltenden Verordnungen an und leitete Steuergelder um. So erhielt der Bürgermeister von Homburg, Hans Ruppersberg, eine sechswöchige Gefängnisstrafe, weil er ein amtliches Schreiben mit dem Hitlergruß unterzeichnet hatte. Die Reichsregierung wiederum unterstützte die Deutsche Front in erheblichem Umfang mit Personal und Sachmitteln.

### Der Völkerbund bereitet die Volksabstimmung vor

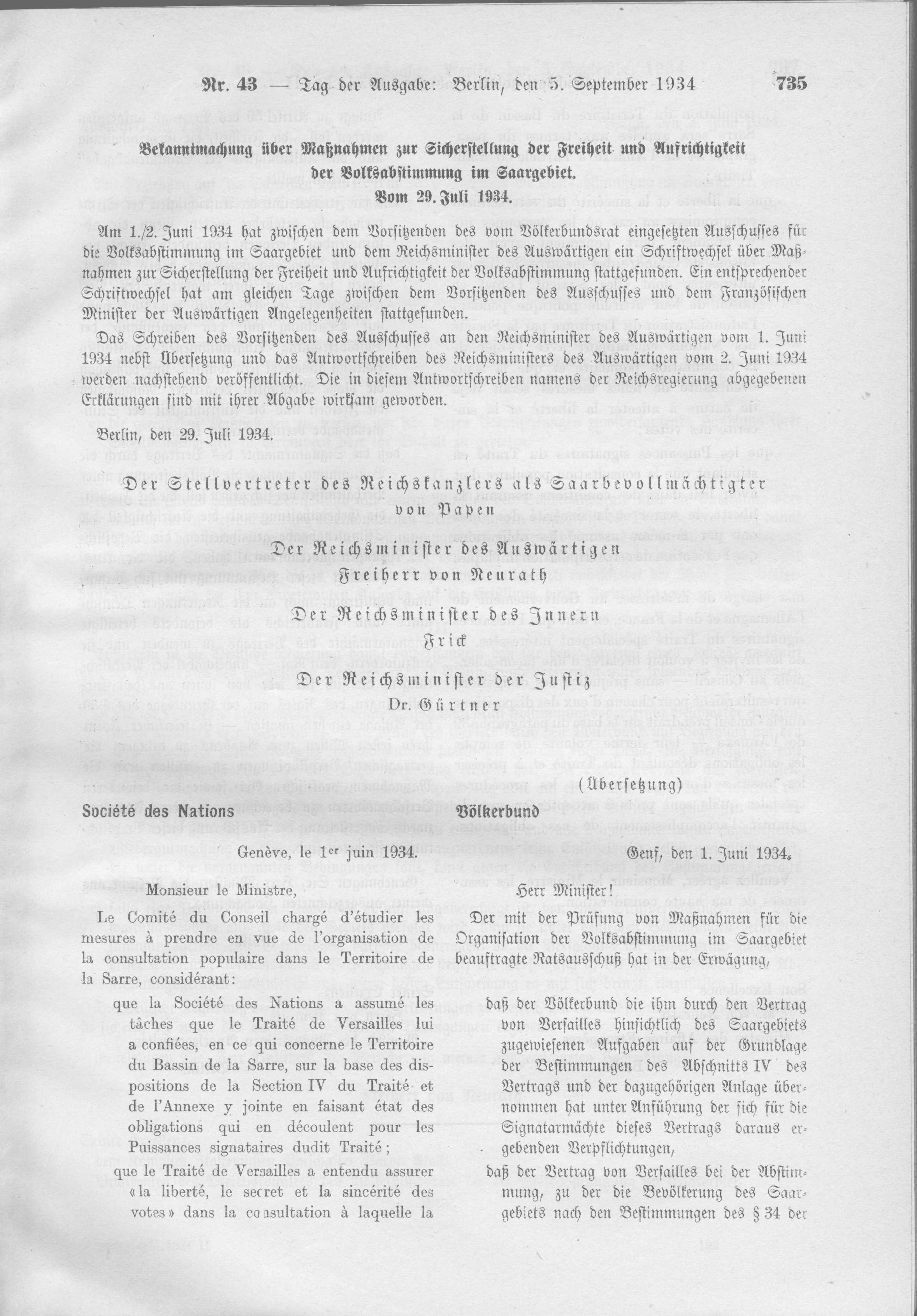
Deutsche Garantieerklärung zur „Sicherstellung der Freiheit und Aufrichtigkeit der Volksabstimmung im Saargebiet“

Für den 15. Januar 1934 setzte in Genf der Rat des Völkerbunds die Volksabstimmung im Saargebiet auf die Tagesordnung, womit die konkrete Vorbereitung des Plebiszits begann. Allerdings hatte das Deutsche Reich im Oktober 1933 seinen Rückzug aus dem Völkerbund angekündigt und dies im November 1933 noch durch eine symbolische Volksabstimmung untermauert. Das Deutsche Reich stellte auf Nachfrage über seinen Außenminister Konstantin von Neurath am 16. Januar 1934 klar, dass es sich an den Genfer Beratungen über das Plebiszit nicht beteiligen werde.
In nicht-öffentlichen Verhandlungen einigte sich der Völkerbundrat, dass die weiteren Beratungen des Plebiszits anstatt im Plenum in dem am 20. Januar 1934 berufenen „Komitee der Drei“ (Commission of Three) stattfinden sollten, das aus Vertretern dreier unabhängiger Staaten gebildet werden würde. Den Vorsitz führte der Italiener Pompeo Aloisi, die beiden anderen Mitglieder waren der Argentinier José María Cantilo sowie der Spanier Salvador de Madariaga y Rojo, dem später Julio López Oliván nachfolgte. Die Wahl von Aloisi zum Vorsitzenden war nicht zuletzt erfolgt, weil das faschistische Italien zu diesem Zeitpunkt sehr gute Beziehung zu Hitler-Deutschland unterhielt. Das Komitee erhielt den Auftrag, bis zur nächsten Sitzung des Völkerbunds im Mai einen Bericht und Vorschlag zum weiteren Vorgehen vorzulegen.
Das „Komitee der Drei“ traf sich bis Juni 1934 insgesamt 54 Mal und ließ sich zu den juristischen und technischen Fragen von zwei Expertenkommissionen unterstützen. In seinem Bericht an den Völkerbund machte das „Komitee der Drei“ folgende Empfehlungen für die Abstimmung:
- Es solle eine eigenständige Plebiszitkommission gegründet werden, da die Regierungskommission selbst das Plebsizit mit den verfügbaren Mitteln weder vorbereiten konnte und es als interessierte Partei auch nicht sollte.
- Die Abstimmung solle so früh wie möglich, jedoch wie für deutsche Wahlen und Abstimmungen üblich an einem Sonntag stattfinden.
- Sowohl Frankreich als auch das Deutsche Reich sollten im Vorfeld eine öffentliche Erklärung zur Wahrung der Grundrechte der Saarbewohner abgeben.
- Die Abstimmung solle auf der Ebene der Bürgermeistereien organisiert und ausgezählt werden, da diese Verwaltungseinheit sowohl im preußischen als auch im bayerischen Teil des Saargebiets bestand.
- Zur Finanzierung des Plebiszits sollten Frankreich und Deutschland je 5 Millionen Franc bereitstellen. Die Regierungskommission hingegen solle eine Million Franc und zusätzlich alle ihre Räumlichkeiten, kostenfreien Transport durch die Eisenbahn im Saargebiet sowie alle benötigten Arbeitsmaterialien für das Plebiszit zur Verfügung stellen.[96]

Ursprünglich sollte der Bericht Ende Mai 1934 auf einer Sondersitzung des Völkerbundsrat übergeben werden. Dagegen sprachen jedoch die sich beständig verschlechternden Verhältnisse im Saargebiet, wo zwischenzeitlich Gerüchte über einen kurz bevorstehenden nationalsozialistischen Putsch den Umlauf machten. Die an den Verhandlungen des Saarplebiszits beteiligten Staaten waren sich einig, dass ein öffentliches Bekenntnis Deutschlands zum Plebiszit sowie eine Garantieerklärung für die Grundrechte der Saarländer eine unverzichtbare Voraussetzung sei. Erst danach könne der Bericht veröffentlicht und die praktische Umsetzung des Plebiszits angegangen werden. Allerdings konnte der Völkerbundrat hierfür nur auf ein einziges Druckmitteln gegenüber Deutschland zurückgreifen: Die Festlegung des Abstimmungstages.

### Das diplomatische Ringen um die Volksabstimmung

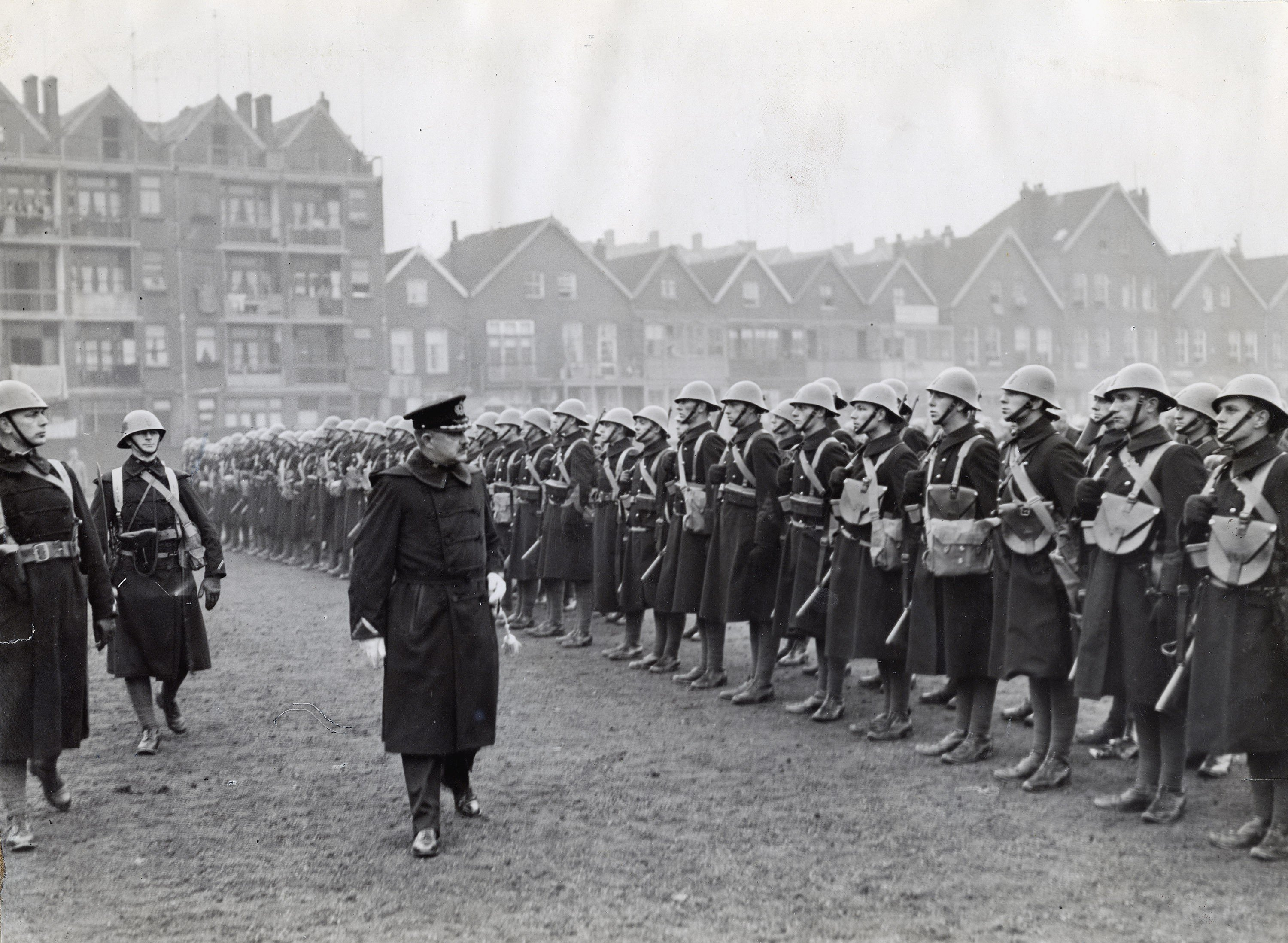
Das niederländische Kontingent vor seiner Abreise bei der Inspektion durch Oberst C.J.O. Dorren in Rotterdam

Das ursprüngliche Ziel der nationalsozialistischen Politik war es noch 1933 gewesen, einen sofortigen Anschluss des Saargebiets an das Deutsche Reich ohne Plebiszit zu erzwingen. Im November 1933 nahm das Deutsche Reich hierzu inoffiziell Kontakt zu Frankreich auf und versuchte auf eine sofortige Übergabe des Saargebiets ohne Abstimmung hinzuwirken. Allerdings stellte der französische Außenminister Joseph Paul-Boncour umgehend öffentlich klar, dass Frankreich kein Recht habe, die Vereinbarung des Versailler Vertrags abzuändern und dass das Plebiszit daher wie vereinbart abgehalten werden müsse.
Erst als bis Mai 1934 deutlich wurde, dass Völkerbund nicht auf das Plebiszit verzichten würde, ließ sich NS-Deutschland notgedrungen auf Verhandlungen ein. In äußerst schwierigen Verhandlungen, die in Genf über das deutsche Generalkonsulat und in regelmäßigen Telefonaten mit Berlin geführt wurden, gelang es dem Vorsitzenden des „Komittees der Drei“, Baron Aloisi, die Reichsregierung zur Abgabe der geforderten Garantieerklärung zu bewegen. Am 2. Juni 1934 erklärte der deutsche Außenminister von Neurath schließlich im Namen Deutschlands, dass es keinen direkten oder indirekten Druck ausüben werde, der die Volksabstimmung in Frage stellen könnte. Auf diese Zusage würde man auch alle pro-deutschen Organisationen im Saargebiet verpflichten. Falls sich aus dem Plebiszit internationale Streitfragen ergäben, so sollten diese vor dem Ständigen Schiedshof in Den Haag verhandelt werden. Die französische Regierung gab umgehend eine gleichlautende Erklärung ab.
Am 4. Juni 1934 beschloss der Völkerbundrat den Bericht des „Komitees der Drei“. Die vorgeschlagene Plebiszitkommission wurde am 16. Juni 1934 ernannt, ihr gehörten der Schweizer Politiker Victor Henry, der Vorsitzende der Niederländischen Handelsgesellschaft Daniel de Iongh und der Landeshauptmann von Gotland in Schweden, Allan Rodhe, an. Als leitende technische Beraterin wurde Sarah Wambaugh berufen. Am 30. Juni 1934 verließ die Plebiszitkommission gemeinsam Genf, um am Folgetag im Saargebiet ihr Amt anzutreten.
Im November 1934 bat das „Komitee der Drei“ die französische und die deutsche Regierung noch einmal zu Verhandlungen. In Rom einigte man sich am 3. Dezember auf ein zusätzliches Abkommen. Neben einem weiteren Bekenntnis zum Plebiszit wurden darin die für beide Seiten wichtigen Bedingungen für den Rückkauf der Kohleminen festgehalten. Die Rückkaufsumme wurde auf 900 Millionen Franc festgelegt, die zunächst durch das im Saargebiet selbst zirkulierenden Franc aufgebracht werden sollten. Der verbleibende Rest würde dann durch die kostenfreie Überlassung von Kohle aus dem Saargebiet getilgt werden. So wäre Frankreich nicht gezwungen, als Bezahlung die schwächere Reichsmark zu akzeptieren, und Deutschland würde nicht auf seine Goldreserve für die Begleichung der Summe zurückgreifen müssen. Angesichts der angespannten Sicherheitslage schlug Frankreich zudem die Entsendung einer internationalen Friedenstruppe vor, an der es sich aus Gründen der Neutralität ausdrücklich nicht selbst beteiligen wollte. Auch hierzu gab das Deutsche Reich schließlich am 8. Dezember 1934 seine Zustimmung.
Am 15. Dezember 1934 erklärten sich Großbritannien, Italien, Schweden und die Niederlande bereit, gemeinsam eine 3300 Mann starke Friedenstruppe in das Saargebiet zu entsenden. Sie stand unter dem Oberbefehl des britischen Major-General John Brind und traf zwischen dem 20. und dem 23. Dezember 1934 im Saargebiet ein. Die Truppe bestand aus vier Bataillonen und vier Kompanien Infanterie sowie zwei Schwadronen Panzerwagen. Ihr Ziel war ausdrücklich nicht, die Gendarmerie des Saargebiets direkt zu unterstützen, sondern durch ihre bloße Anwesenheit sicherzustellen, dass keine der zahlreichen paramilitärischen Verbände im Mandatsgebiet einen gewaltsamen Umsturz versuchen würde. Die internationale Truppe verfügte über eine jederzeit einsatzfähige Reserve, die im Bedarfsfall in kürzester Zeit an Brennpunkte verlegt werden konnte. In der Zeit ihrer Anwesenheit rückte die internationale Truppe fünf Mal zu Einsätzen aus. Sie alle verliefen unblutig, allein das schnelle und entschlossene Auftreten der Truppe sorgte für eine unverzügliche Beruhigung der Lage. Das korrekte Verhalten der ausländischen Soldaten wurde von der Saarbevölkerung respektiert, gegenseitige Einladungen wurden ausgesprochen und sogar „internationale“ Fußballturniere veranstaltet.

## Die Abstimmungszeit (Juli 1934–Februar 1935)

### Das Wirken der Plebiszitkommission

#### Die Kommission nimmt ihr Arbeit auf
Die vom Völkerbund im Juni 1934 ausgewählte Plebiszitkommission traf am Mittwoch, dem 1. Juli 1934 im Saargebiet ein. Nach einem offiziellen Empfang durch die Regierungskommission am Saarbrücker Hauptbahnhof, dem eine große Menschenmenge schweigend beiwohnte, wandte sie sich an die Bewohner des Saargebiets. Sie verkündete zunächst, dass die offizielle Abstimmungsperiode nun begonnen habe, dass die Abstimmung auf Sonntag, den 13. Januar 1935 festgelegt sei und die Plebiszitkommission alles in ihrer Macht stehende unternehmen werde, um eine freie, geheime und unbeeinflusste Abstimmung durchzuführen. Sie verlas die Garantieerklärungen zur Wahrung der bürgerlichen Freiheiten der französischen und der deutschen Regierung. In der noch am gleichen Tag veröffentlichten Proklamation hieß es weiter: 

„[Die Plebiszitkommission] rechnet dabei auf die willige Unterstützung der Bevölkerung des Gebietes, die sich zweifellos bewusst ist, daß nur auf diese Weise ihren eigenen Interessen am besten gedient ist. Ganz besonders erwartet die Volksabstimmungskommission von allen Beamten, daß sie bei Erfüllung ihrer Aufgabe weitgehende Unterstützung findet, und daß die Beamten sich selbst jeder unmittelbaren oder mittelbaren Beinflussung der Stimmabgabe sorgfältigst enthalten.“

Die Plebiszitkommission nahm ihren Sitz zunächst in den Räumlichkeiten der Eisenbahndirektion, ab dem 12. Juli 1934 residierte sie im (1963 abgerissenen) Neubau des Landgerichts Saarbrücken, in der damaligen Luisenstraße (heutige Saaruferstraße). Die Beschlüsse der Plebiszitkommission wurden im Verordnungsblatt der Regierungskommission veröffentlicht, die auch ansonsten alle ihre verfügbaren Mittel zur Unterstützung bereitstellte. Die Zusammenarbeit beider Kommissionenen verlief in den folgenden Monaten überwiegend reibungslos. Die Regierungskommission mühte sich redlich, die Plebiszitkommission in allen die Abstimmung irgendwie betreffenden Fragen bestmöglich einzubinden. Der Austausch mit der französischen und der deutschen Regierung gestaltete sich hingegen schwieriger, da beide keinen direkten Ansprechpartner benannt hatten. Jean Moriz, der Vertreter Frankreichs in der Regierungskommission, übernahm diese Aufgabe in der Praxis. Auf deutscher Seite gab es zwar einen „Saarbevollmächtigten der Reichsregierung“, von November 1933 bis Juli 1934 Franz von Papen, danach Josef Bürckel, die jedoch beide den Austausch auf das formal notwendige Mindestmaß beschränkten.
Zu den ersten Aufgaben der Plebiszitkommission gehörte die Gewinnung von zusätzlichem Personal für die Beaufsichtigung der Volksabstimmung, insbesondere für die Kommissionen in den Kreisen und Bürgermeistereien. Die Kommission beschloss, hierfür ausschließlich auf Personen von außerhalb des Saargebiets, Frankreichs oder Deutschlands zurückzugreifen, die jedoch zwingend über sehr gute Deutschkenntnisse verfügen mussten. Über den Völkerbund erging ein entsprechender Aufruf, mit dem schließlich über 40 Freiwillige gewonnen werden konnten, von denen die meisten Niederländer oder Schweizer waren, aber auch viele Norweger, Dänen und Schweden. Alle legten zwischen dem 16. und 24. Juli 1934 in Saarbrücken ihren Amtseid ab.

#### Die Organisation der Stimmgebiete

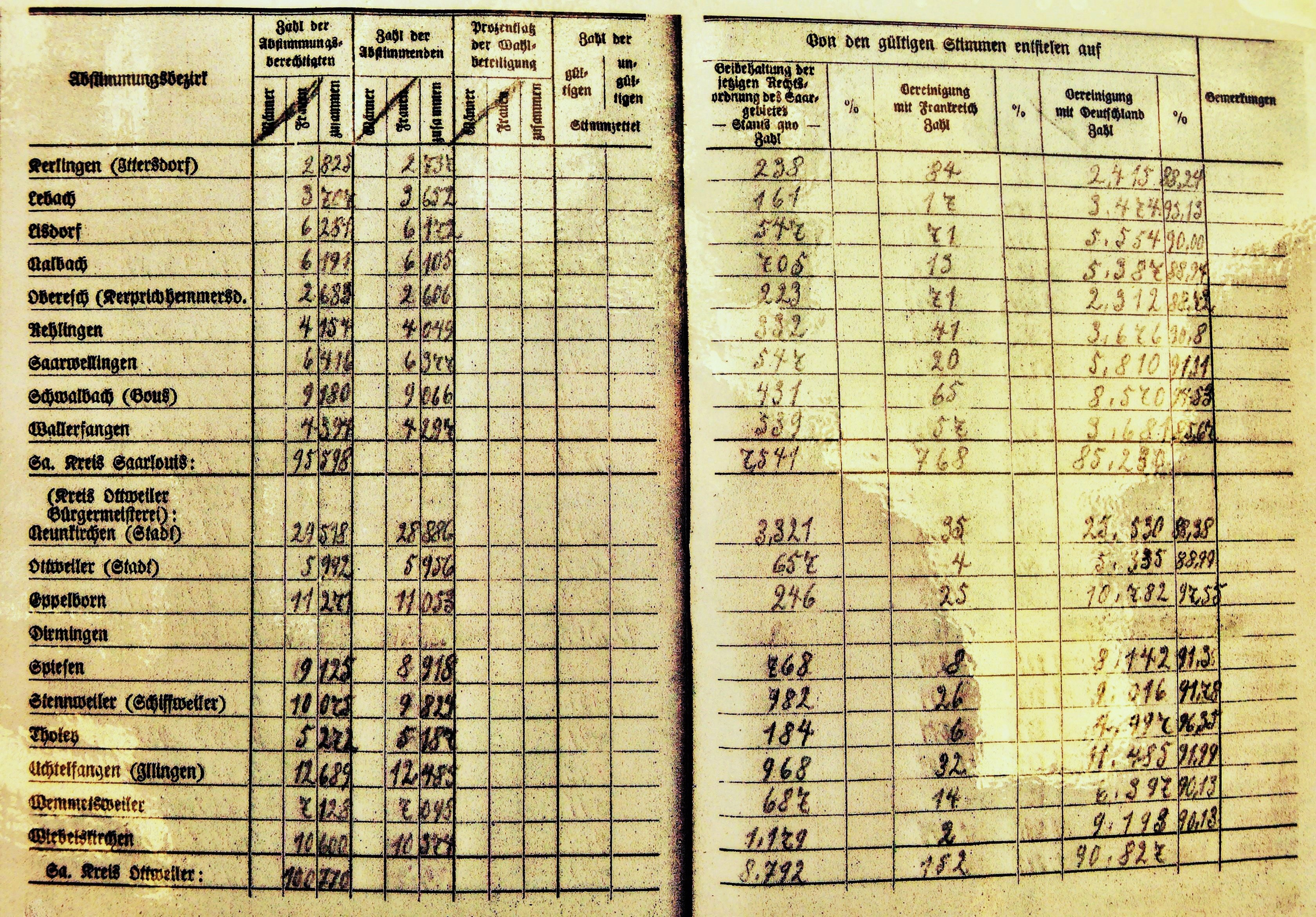
Erfassungsbogen für die Auszählung der Stimmen

Das Saargebiet wurde in acht Abstimmungskreise und 83 Gemeindeausschüsse aufgeteilt, die sich überwiegend an den bestehenden Bürgermeistereien orientierten. Jeder Abstimmungskreis wurde von einem Kreisinspektor beaufsichtigt, dem je nach Kreis zwischen einem und neun stellvertretende Kreisinspekteure zugeteilt waren, die wiederum jeweils einem oder mehreren Gemeindeausschüssen vorstanden. Die Inspektoren hatten dabei strengstens auf ein würdevolles, ruhiges und neutrales Auftreten zu achten. Sie durften Weisungen ausschließlich von der Plebiszitkommission entgegennehmen, das Saargebiet während der Abstimmungszeit nicht verlassen und sich gegenüber der Presse nicht äußern. Bei öffentlichen Auftritten hatten sie gut sichtbar ihre Dienstmarke mit der Aufschrift „Völkerbund-Abstimmungskommission, 1934/35“ zu tragen.
Das vom Völkerbund beschlossene Regelwerk für die Volksabstimmung im Saargebiet sah vor, dass jeder Kreis- und jeder Gemeindeausschuss aus fünf Personen bestehen sollte, dem Vorsitzenden, sowie zwei ordentlichen und zwei stellvertretenden Beisitzern. Nachdem die Vorsitzenden von der Plebiszitkommission gestellt wurden, mussten weitere 332 Person als Beisitzer gefunden werden. Die Plebiszitkommission entschied, die Landräte und Oberbürgermeister um die Benennung von jeweils acht Vorschlägen für die je vier offenen Sitze eines jeden der 83 Abstimmungsausschüsse zu bitten. Die vorgeschlagenen Personen sollten die persönliche Eignung für die Mitarbeit in diesen verantwortungsvollen und arbeitsreichen Gremien mitbringen und zugleich ohne politische Vorerfahrung sein. Faktisch waren fast alle der Vorgeschlagenen jedoch Mitglieder der Deutschen Front, was angesichts derer enormen Mitgliederzahlen kaum zu vermeiden war. Einige weitere Vorschläge wurden von der im Juni 1934 von SPD und KPD formierten „Antifaschistischen Einheitsfront“ sowie von den verbliebenen anti-nationalsozialistischen katholischen Kräften gemacht. Durch das Nachrücken auf frei werdende Sitze gelang es schließlich in einem Großteil der Abstimmungsausschüsse zumindest einen ausdrücklichen Vertreter der „Status quo“-Option zu haben. Üblicherweise blieb die Aufgabe des Beisitzers unbezahlt. Lediglich in wenigen Ausnahmefällen, wenn die zeitraubende Mitarbeit in dem Gremium zu erheblichen Einkommensverlusten für eine Person geführt hätte, wurde der Lohnausfall ersetzt. Die Plebiszitkommission kam dann für drei Viertel der Entschädigung auf, die zuständige Gemeinde erstattete das letzte Viertel. Bis zum 25. Juli 1934 waren alle Mitglieder der Kreis- und Gemeindeausschüsse vereidigt.
Anfang November wurden schließlich die Stimmlokale für das Plebiszit festgelegt. Für etwa je 600 Stimmberechtigte sollte ein Stimmlokal zur Verfügung stehen. Den meisten Gemeindeausschüssen unterstanden auf diese Weise mehrere Stimmlokale, insgesamt waren es 860. Auch für die Leitung jedes Stimmlokals galt es erneut einen neutralen Vorsitz sowie vier Saarländer als Beisitzer zu gewinnen. Die Plebiszitkommission bat die Regierungen Luxemburgs, der Niederlande und der Schweiz um Entsendung von Personen, die zur Übernahme dieser Aufgabe geeignet seien. In allen diesen Ländern gab es Menschen mit guten Deutschkenntnissen und zugleich blieben die Kosten für die Anreise gering. Luxemburg benannte 220 Personen, die Niederlande sogar 365 Bedienstete, alles Richter oder Bürgermeister. In der Schweiz wurde 350 Personen über einen Aufruf gewonnen, denn das Land wollte keine öffentlich Bediensteten entsenden, es seinen Bürgern jedoch nicht untersagen, die Volksabstimmung tatkräftig zu unterstützen. Hinzu kamen sechs Dänen, vier Briten, drei Italiener, eine Schwede und ein Bürger der USA, die sich mit Erlaubnis ihrer Regierung beim Völkerbund freiwillig meldeten. Sie alle trafen am 10. Januar 1935 ein und wurden am 11. Januar in der Wartburg eingeschworen.
Um den Organisationsaufwand zu verringern und eine bessere Kontrolle des Stimmvorgangs zu gewährleisten, wurden alle Stimmlokale je Gemeindeausschuss gemeinsam an einem zentralen Ort eingerichtet. In größeren Städten mit mehreren Stimmlokalen wurde die Stimmliste alphabetisch aufgeteilt. So gab es in Saarbrücken ein eigenes Stimmlokal für alle Personen mit Familiennamen Schmidt, eines für alle Schneiders, und zwei für Müllers. Die Beisitzer der örtlichen Stimmlokale wurden am 3. und 4. Januar 1935 ernannt. Es gelang zumeist, sowohl Vertreter der Deutschen Front als auch Anhänger des Status quo als Beisitzer zu gewinnen. Die Beisitzer erhielten für ihre Tätigkeit ebenfalls keine finanzielle Entschädigung.

#### Die Stimmlisten
Gleichzeitig zur Aufstellung der Gremien begann die offizielle Erstellung der Stimmlisten. Am 22. Juli 1934 rief die Plebiszitkommission offiziell dazu auf, sich zwecks Registrierung an die Behörden zu wenden. Das betraf vorrangig Personen, die nach dem 28. Juni 1919 im Saargebiet umgezogen waren oder gar nicht mehr dort lebten.
Zur Überraschung der Plebiszitkommission hatten eine ganze Reihe von Gemeindeverwaltungen bereits im Mai 1934, nach dem Beschluss der Abstimmungsregelungen durch Völkerbund, eigenständig mit der Erstellung der Stimmlisten begonnen. Die Kreisinspektoren und ihre Stellvertreter prüften diese vorbereiteten Listen jeweils vollständig oder – wo dies wie in Saarbrücken aufgrund der Masse an Stimmberechtigten nicht möglich war – zumindest stichprobenartig. Die Fehlerquote war dabei gering und bewegte sich überall im erwartbaren Bereich. Aufgrund der gründlichen Vorarbeit von Alfred Bonzon im Jahr 1922/23 war es möglich, die vorläufigen Stimmlisten bis Ende September 1934 zu erstellen.
Das starke Übergewicht von Mitgliedern der Deutschen Front sorgte jedoch für ein großes Misstrauen bei den Status-quo-Anhängern gegenüber der Verlässlichkeit der Stimmlisten. Die Plebiszitkommission versuchte diesem mit größtmöglicher Transparenz zu begegnen und lud ausdrücklich alle interessierten Bürgerinnen und Bürger des Saargebiets zur Teilnahme an den Sitzungen der Stimmgremien ein. Wenngleich dies nicht alle Zweifel an der Unparteilichkeit so mancher ihrer Mitglieder ausräumte, erfuhr das aufrichtige Bemühen der Kommission um eine faire Abstimmung durchaus Anerkennung in den Zeitungen der Status-quo-Befürworter wie beispielsweise der Volksstimme.
Gleichwohl war sich die Plebsizitkommission bewusst, dass aufgrund der langen Frist von 15 Jahren zwischen Erwerb der Stimmberechtigung im Jahr 1920 und der eigentlichen Abstimmung, mit einer höheren Korrekturquote zu rechnen sein würde. Die Stimmlisten wurden vom 26. September bis 26. Oktober 1934 in jeder Gemeinde öffentlich ausgehängt. Vor allem die Status-quo-Befürworter befürchteten, dass die der Deutschen Front nahestehenden Behörden die Stimmlisten gezielt manipuliert hatten. Konkrte erhoben sie Vorwürfe, dass Unterstützer der Deutschen Front in mehreren Gemeinden als stimmberechtigt geführt wurden, während zugleich bekannte Anhänger des Status quo, aber auch Juden von den Behörden des Saargebiets gezielt „übersehen“ worden waren.
Während der einmonatigen öffentlichung Auslegung der etwa 550.000 Personen umfassenden Stimmlisten 107.145 Einsprüche erhoben, mit denen entweder die zusätzliche Eintragung, Streichung oder Korrektur eines Eintrags gefordert wurde. Die Prüfung der Behörden konnte am 8. November abgeschlossen werden und ergab, dass von 32.854 Wünschen auf Eintragung 18.540 (56,4 %) berücksichtigt wurden, von den 46.033 Wünschen nach Streichung jedoch nur 7217 (15,6 %). Den 28.258 Wünschen nach Korrektur eines Eintrags (beispielsweise wegen einer falschen Schreibweise des Namens), wurde mit 28.210 (99,08 %) fast in allen Fällen gefolgt.
Gegen diese geprüfte Stimmliste konnte bis zum 23. November vor dem höchsten Plebiszitgerichtshof Einspruch erhoben werden. Dies geschah in 9248 Fällen, die allesamt vom Gericht bis zum 17. Dezember 1934 abschliend entschieden wurden. Den 7400 Klagen auf Eintragung gab das Gericht in 1365 Fällen statt, den 1844 Klagen auf Streichung in 1018 Fällen, und allen vier vorgebrachten Klagen auf Korrektur eines Eintrags. Die auf diese Weise mehrfach geprüfte Stimmliste für die Volksabstimmung umfasste schlussendlich 539.541 Personen.

#### Die auswärtigen Abstimmenden

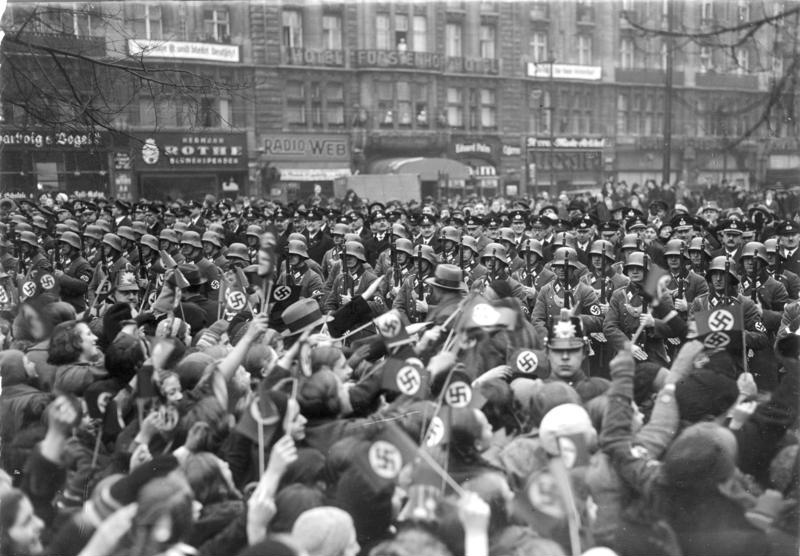
Am Potsdamer Bahnhof in Berlin werden die auswärtigen Abstimmenden nach ihrer Rückkehr aus dem Saargebiet von einer Menschenmenge erwartet

Als sich in der ersten Jahreshälfte 1934 immer klarer abzeichnete, dass die für 1935 geplante Volksabstimmung tatsächlich stattfinden würde, begannen alle interessierten Parteien damit, auswärtig lebende Stimmberechtigte ausfindig zu machen und für die Teilnahme am Plebiszit zu gewinnen.
Die deutsche Seite hatte hierbei die Vorteile klar auf ihrer Seite. Einerseits war davon auszugehen, dass der Großteil der seit 1920 aus dem Saargebiet Verzogenen im restlichen Deutschen Reich lebte. Zudem verfügte Deutschland aufgrund der Plebiszite in Schleswig, West- und Ostpreußen sowie Oberschlesien in den Jahren 1920/21 über ausreichend Erfahrung, wie auswärtige Stimmberechtigte erreicht und bis zur Stimmabgabe gut begleitet werden konnten. Durch Erlass vom 27. März 1934 wies Reichsinnenminister Wilhelm Frick alle deutschen Kommunalverwaltungen an, Listen von voraussichtlich stimmberechtigten Personen anzufertigen. Zusätzlich erging am 14. Juli die Aufforderung an alle Reichsbehörden, jede möglicherweise stimmberechtigte Personen unverzüglich an die Kommunalbehörden zu verweisen und in Zweifelsfällen direkt das Innenministerium einzuschalten.
Im August übernahm dann das Reichspropagandaministerium die Federführung bei der Vorbereitung der Saarabstimmung. Im Deutschen Reich begann eine Medienkampagne mit dem Slogan „Deutsch ist die Saar“, zu der auch Aufrufe in Kinos und im Radio an möglicherweise Stimmberechtigte gehörten, sich unverzüglich bei den Behörden zu melden. Der Bund der Saarvereine übernahm die Mobilisierung der Stimmberechtigten im Ausland und organisierte den Transport ins Saargebiet. Für die internationale Anreise mit dem Schiff übernahm die Reichsregierung die Kosten eines Hin- und Rückfahrttickets. Bahnfahrkarten wurden teilweise durch private Spenden erstattet. Die Deutsche Front eröffnete am 29. Juli zunächst in der Saarbrückener Kaiserstraße ein Informationsbüro für Registrierungswillige, es folgten mehrere Zweigstellen im Saargebiet.
Für die Status-quo-Seite gestaltete sich die Aktivierung auswärtiger Stimmberechtigter wesentlich schwieriger. Zunächst eröffnete Mitte August 1934 auch die Einheitsfront ein Informationsbüro mit Zweigstellen, der Hauptsitz war in der Hohenzollernstraße in Saarbrücken. Unterstützung kam zudem von der in Frankreich ansässigen Französisch-Saarländischen Vereinigung (Association Franco-Sarroise), die in Metz ebenfalls ein Informationsbüro zur Registrierung für die in Elsaß und Lothringen lebenden Stimmberechtigten eröffnete. Ebenso richtete die französische Minenverwaltung im Saargebiet eine entsprechende Stelle ein.
Schlussendlich registrierten sich etwa 55.000 Stimmberechtigte, die nicht im Saargebiet lebten. Davon hatten etwa 48.000 ihren Wohnsitz in Deutschland und 5000 in Frankreich. Etwa 1100 Stimmberechtigte lebten in den Vereinigten Staaten und Kanada, weitere 210 in Mittel- und Südamerika. Aus Asien und Afrika hatten sich etwa 30 Stimmberechtigte registriert, fast alle Missionare des Missionshauses in St. Wendel.
Ab Mitte Dezember trafen die ersten auswärtigen Stimmberechtigten ein, viele davon waren aus Nordamerika mit der Bremen angereist. Eine weitere Welle traf am 9. Januar 1935 mit Sonderzügen aus Hamburg und Bremen an. Aufenthaltsgenehmigungen wurden jedoch auch an Abstimmungsberechtigte nur für wenige Tage erteilt. Der Großteil der auswärtigen Abstimmenden reiste deshalb erst am Abstimmungstag selbst in das Saargebiet. Zu diesem Zweck wurden 57 Sonderzüge aus dem Reich und fünf aus Frankreich bereitgestellt. Um den Abstimmungsfrieden sicherzustellen, waren Begrüßungszeremonien, Reden oder Paraden an den Bahnhöfen untersagt. Die Einreise von nicht Stimmberechtigten wurde hingegen zwischen dem 10. und 16. Januar streng begrenzt.

#### Die Regulierung der Propaganda
Die Regulierung des Abstimmungskampfes stellte eine besondere Herausforderung für die Plebiszitkommission dar. Offiziell war das Anbringen von Propagandaplakaten nur in den beiden Wochen vor dem Plebiszit zulässig. Die Regierungskommission hatte nach der Machtübernahme der Nationalsozialisten 1933 begonnen, strengere Auflagen für politische Veranstaltungen und Einflussnahme zu verhängen. Faktisch nutzten die Befürworter und Gegner eines baldigen Wiederanschlusses des Saargebiets an Deutschland aber schon ab 1933 jede sich bietende Gelegenheit, um für ihre Position zun werben.
Zudem war der Abstimmungskampf maßgeblich vom Rundfunk geprägt, der sich – von den Nationalsozialisten tatkräftig vorangetrieben – zu einem Massenmedium entwickelte. Für die Behörden des Saargebiets war es unmöglich, auf die aus dem Reich gesendeten Hörfunkprogramme regulierend Einfluss zu nehmen. Entsprechend wies Reichspropagandaminister Joseph Goebbels dem seit 1933 gleichgeschaltetem Reichsrundfunk eine herausgehobene Rolle im Abstimmungskampf zu. Eine Möglichkeit, über die Status-quo-Befürworter nicht in vergleichbarer Weise verfügten.
Der Deutschen Front wiederum war es bis 1934 gelungen, die Gesellschaft des Saargebiets weithin zu durchdringen. Sie wurde von einer erheblichen Anzahl von Regierungsbeamten unter Verletzung des Amtseids unterstützt, sodass sie die auferlegten Beschränkungen vielfach umgehen konnte. Die Gegner eines Wiederanschlusses waren handfesten Repressalien ausgesetzt, die ihre Möglichkeiten spürbar beeinträchtigten.

Insgesamt fand der Abstimmungskampf in einer angespannten Atmosphäre statt. Die Plebiszitkommission veröffentlichte daher am 12. November 1934 einen Aufruf zu fairem Umgang im Abstimmungskampf, in dem es unter anderem hieß: 

„Die Propaganda, zu welcher jede Partei berechtigt ist, soll positiv sein, also vor allem die Gründe betonen, die zugunsten des eigenen Standpunktes sprechen, nicht aber darauf hinzielen, die anderen Parteien anzugreifen. Jedenfalls soll es unterlassen werden, die anderen Parteien in verächtlichem Tone zu behandeln und herabzusetzen. Ausdrücke wie ‚Landesverräter, Mordbande, Gesindel‘ und dergl. können nicht geduldet werden“

### Propaganda für den Anschluss an Deutschland
Bereits in der Weimarer Republik zeigte sich zweifelsfrei, dass eine deutliche Mehrheit für Deutschland stimmen würde. Nahezu alle Parteien und politisch relevanten Kräfte im Saargebiet hatten sich früh auf eine geschlossen pro-deutsche Linie geeinigt, die sich ganz maßgeblich auf das Gefühl der nationalen Zugehörigkeit stützte. Im Gegensatz zu Schleswig (1920) und Oberschlesien (1921) spielten wirtschaftliche Argumente hingegen eine vollkommen untergeordnete Rolle. Während die Regierungskommission mit einer, international ganz überwiegend als umsichtig und klug beschriebenen Politik, das Saargebiet prosperieren ließ und es vergleichsweise unbeschadet auch durch schwere Krisen, wie die Weltwirtschaftskrise von 1929 führte, hatte dies kaum einen Einfluss auf das zu erwartende Ergebnis im Plebiszit.
Entsprechend gingen Anfang der 1930er Jahre die meisten Beobachter davon aus, dass mit nahezu 99 % Stimmen für Deutschland zu rechnen sei. So erhielt die als einzige Partei für den Status quo eintretende Unabhängige Arbeiter- und Bürgerpartei bei den Kommunalwahlen im November 1932 weniger als 0,01 % der Stimmen und konnte lediglich in sieben Kommunen überhaupt einen Sitz erringen.
Paradoxerweise führte erst die Machtergreifung der Nationalsozialisten im Frühjahr 1933 dazu, dass nennenswerte politische Kräfte im Saargebiet für die Beibehaltung des Status quo eintraten und das Ergebnis wieder offener erschien. Nach der Machtübernahme der Nationalsozialisten im Deutschen Reich stand die Propaganda für den Wiederanschluss an Deutschland auf zwei Säulen: Innerhalb des Saargebiets wurden alle Aktivitäten bei der Deutschen Front gebündelt. Im Deutschen Reich selbst koordinierte ab August 1934 das Reichspropagandaministerium die Unterstützung für die Rückgliederung.
Die Deutsche Front gab sich den Anschein einer überparteilichen Bewegung, wurde jedoch faktisch von der NSDAP gesteuert. Ihre vorwiegend auf das Deutschtum des Saargebiets abstellende Propaganda baute auf die seit den 1920er entstandenen Narrative auf und spitzte diese weiter zu. Sie veranstaltete über 1500 Wahlkampf- und Kulturveranstaltungen, versah Häusergiebel mit ihren Parolen, brachte 5 Millionen Briefverschlussmarken mit Propagandaparolen heraus und ließ über achtzigtausend Plakate drucken. Die vom Deutschen Reich großzügig finanzierte Deutsche Front trat mit propagandistischer Übermacht auf. Allenfalls durch die zahlreichen Verordnungen der Regierungskommission erfuhr sie eine gewisse Begrenzung.
Ergänzt wurden die Bemühungen der Deutschen Front durch eine große Zahl an Publikationen jeder Gattung, sowohl im Saargebiet als auch im Reich, die für das Deutschtum und die Wiederangliederung an Deutschland eintraten. Nahezu alle prominenten saarländischen Autoren unterstützten die Deutsche Front und lieferten entsprechende Texte, so beispielsweise Karl Christian Müller, Ernst Thrasolt, Johannes Kirschweng und Hanns Maria Lux.
Auch die deutschsprachigen Tageszeitungen im Saargebiet sahen sich überwiegend als „Trägerin des deutschen Widerstandes“ gegen Völkerbund und Regierungskommission. Die deutschnationale Saarbrücker Zeitung gehörte zu den frühestens Unterstützern der Nazis, aber auch die katholisch geprägte Saarbrücker Landeszeitung unterstützte diese ab Ende März 1933 vorbehaltlos. Es gehörte zur ausdrücklichen Strategie der Deutschen Front, durch die Organisation „Bunter Abende“ oder Gemeinschaftsaktivitäten in ansonsten unpolitischen Zusammenhängen, ihre Reichweite in die Saarbevölkerung zu erhöhen. Nur in wenigen Ausnahmefällen untersagte die Regierungskommission, und dann stets nur nach Rücksprache mit der Plebiszitkommission, einzelne Veranstaltungen, wenn sie eine Gefahr für den öffentlichen Frieden befürchtete. Hierzu gehörte beispielsweise ein vom Reichspropagandaministerium für Anfang September 1934 geplantes „Sängerfest“ mit etwa 60.000 aus ganz Deutschland anreisenden Teilnehmenden in Saarbrücken, dass dann letztlich in Trier abgehalten wurde. Die zahlreichen Veranstaltungen mit lokalen Charakter hingegen, wie beispielsweise Volks- und Schützenfeste, wurden stets zugelassen.
Obwohl die Regierungskommission dies zu unterbinden versuchte, waren das Verwenden von Hakenkreuzfahnen und das Zeigen des Hitler-Grußes im Alltag prägend. Spitzel machten Gegner der Rückgliederung ausfindig und Meldungen über Schwarze Listen, auf denen die Namen von „Vaterlandsverrätern“ notiert waren, kursierten. So entstand ein massiver gesellschaftlicher Druck, unter dem sogar eine Reihe von Juden und Sozialdemokraten der Deutschen Front beitraten. Diese zählte im Mai 1934 etwa 455.000 Mitglieder, was etwa 93 % der Stimmberechtigten entsprach, bei einer Gesamtbevölkerung im Saargebiet von nur rund 800.000. Wer sich öffentlich als Anschlussgegner bekannte, riskierte seinen Arbeitsplatz oder fürchtete um seine Werkswohnung, etwa wenn er bei den Stahlwerken von Hermann Röchling arbeitete. In einer besonderen Machtdemonstration forderte die Deutsche Front über die ihr zugeneigte Presse, alle ihre Unterstützer für den 23. Dezember 1934 zur Beflaggung ihrer Häuser auf. Da ab dem Folgetag ein von der Regierungskommission verhängtes Fahnenverbot galt, sollten die Unterstützer ab dem 24. Dezember dann die Flaggen durch Weihnachtsschmuck ersetzen und abends eine Kerze ins Fenster. Zeitgleich wurden im Deutschen Reich, entlang der Grenzen des Saargebiets weithin sichtbare Leuchtfeuer entfacht.

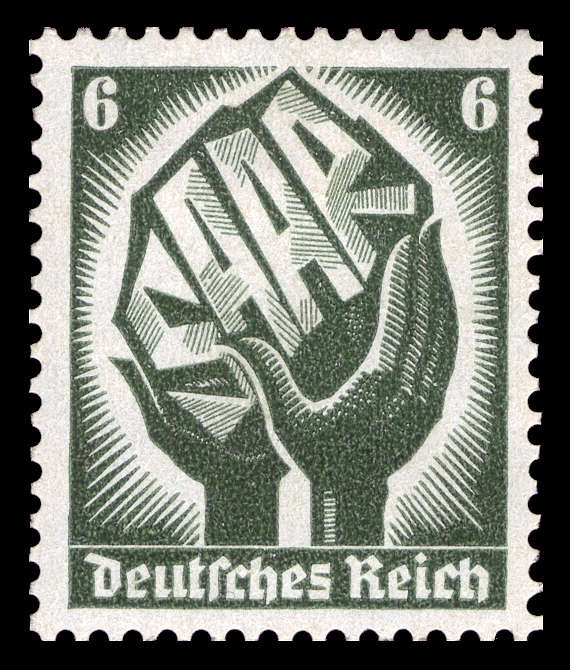
Deutsche Propaganda-Briefmarke von 1934 im Nennwert von 6 RPf.

Die Einwirkungen aus dem Deutschen Reich ins Saargebiet waren beträchtlich. Neben einer ganz erheblichen finanziellen Unterstützung für die Deutsche Front wurde eine massive Propagandakampagne gestartet, die die gleichgeschalteten gesellschaftlichen Organisationen des Reiches einbezog und maßgeblich auf den Rundfunk als neuartiges und zugleich vom Saargebiet aus nicht zu regulierendes Instrument setzte. Die notwendigen Voraussetzungen hierfür hatten die Nationalsozialisten ab ihrer Machtübernahme 1933 geschaffen.
Radio hören war im Saargebiet mit dem Erlass Nr. 77 der Regierungskommission von Ende Dezember 1923 erlaubt worden. Das Saargebiet lag dennoch Anfang 1933 mit 27 Rundfunkteilnehmenden je 1000 Einwohnern deutlich unter der Vergleichszahl im Reich, wo fast jeder Zehnte Radiohörer war. Entsprechend verfolgten die Nationalsozialisten das Ziel, die Zahl der Radiohörer deutlich zu erhöhen. Propagandaminister Joseph Goebbels erreichte, dass reichsdeutsche Gerätefabrikanten und einheimische Radiohändler einen Anteil an den Zollgebühren für aus dem Reich importierte Geräte wie den Volksempfänger übernahmen. Dadurch kamen Radioempfänger um ein Drittel billiger auf den Markt und erwiesen sich als konkurrenzfähig zu den nicht zollpflichtigen Radiogeräten aus französischer Produktion. Im Rahmen von Spendenaktionen verteilte die Industrie- und Handelskammer des Saarlandes in Absprache mit Gauleiter Josef Bürckel einige tausend Rundfunkgeräte zum Teil kostenlos an Privatpersonen. Der Reichsverband Deutscher Rundfunkteilnehmer gründete Ende 1933 einen Tochterverband im Saargebiet, dessen Werbebotschaft lautete: „Willst Du etwa nicht Rundfunkhörer sein, wenn unser Führer zu allen Deutschen spricht?“ Dies sollte die Saarbevölkerung bereit machen zum Eintritt in die „große Rundfunkarmee Adolf Hitlers“. Wie in Deutschland waren darüber hinaus auch im Saargebiet die Belegschaften von Betrieben regelmäßig zum gemeinschaftlichen Rundfunkhören aufgefordert. Bis zum Frühjahr 1934 nahmen an 50 Gemeinschaftsempfängen bei Saarsendungen aus dem Reich rund eine halbe Million Saarbewohner teil. Im Ergebnis verdoppelte sich die Zahl der angemeldeten Radiohörer im Saarland von Anfang 1933 zum Jahresbeginn 1935 nahezu. Zugleich wurde die Sendeleistung der deutschen Sender systematisch erhöht, so dass Radiostationen aus Straßburg und Luxemburg im Saargebiet nicht länger dominierten. Darüber hinaus wurde die saarbezogene Rundfunkpropaganda redaktionell gebündelt.
Im Februar 1934 wurde der „Westdeutsche Gemeinschaftsdienst“ als Sonderredaktion installiert, die als rundfunkpropagandistische „Saarkampfzentrale“ fungierte. Zunächst beim „Reichssender Frankfurt“ angesiedelt, zog sie im September 1934 nach Stuttgart um. Zum Leiter wurde Adolf Raskin bestimmt. Aufgabe der „Saarkampfzentrale“ war, sämtliche Nachrichten mit Saarlandbezug, die über die reichsdeutschen Sender gingen, zu kontrollieren, zu koordinieren und medial aufzuwerten, um „Saaratmosphäre“ im Rundfunk zu erzeugen. Die Sendungen des deutschen Rundfunks für den „Saarkampf“ waren eine „Mischung aus opportunistischer Information und agitatorischer Propaganda“.
Mit emotionalen Botschaften wie „Höre durch den Rundfunk, was Dir die deutsche Heimat zu sagen hat“, versuchte man über die politische Grenze hinweg an das Nationalgefühl der Saardeutschen zu appellieren. Öffentlich-organisierte Veranstaltungen, die im Rundfunk übertragen wurden, waren ein wichtiger Baustein der NS-Propagandastrategie. Dazu zählten die seit 1920 üblichen Saarkundgebungen des Bundes der Saarvereine, die diesmal am 6. Mai 1934 in Zweibrücken als der „erste große Saartag des deutschen Rundfunks“ mit Reden von Goebbels und Bürckel inszeniert wurde. Am 26. August 1934 wohnten hunderttausende Menschen einer als Reichssendung verbreiteten Massenkundgebung mit Hitler auf der Festung Ehrenbreitstein in Koblenz bei. Der Tag der Saarabstimmung selbst wurde von deutscher Seite zum „Großkampftag für den Rundfunk“ ausgerufen. Für die Sondersendung von der Saar war im Reichsgebiet Gemeinschaftsempfang angeordnet worden. Auch im Saarland wurden Empfangsgemeinschaften gebildet, Nachbarn ohne Gerät waren zum Mithören eingeladen.

### Propaganda für den Anschluss an Frankreich
In Frankreich selbst hatte sich bereits Ende der 1920er Jahre die Überzeugung durchgesetzt, dass ein Sieg in der Abstimmung vollkommen aussichtslos war. In den ersten Monaten des Jahres 1933 schien es kurzzeitig so, dass ein energisches Eintreten Frankreichs für den demokratischen Status quo, gestützt durch die Bereitstellung entsprechender Finanzmittel, möglicherweise genug Unterstützung im Saargebiet finden könnte. Jedoch konnte sich die französische Regierung hierzu letztlich nicht durchringen und bereits im Mai 1933 zeichnete sich deutlich ab, dass weite Teile der saarländischen Bevölkerung in das Lager die Nationalsozialisten wechselten.

### Propaganda für das Weiterbestehen des Status quo
Es gab keine einheitliche Kampagne für die Beibehaltung des Status quo. Vielmehr agitierten SPD, KPD und einzelne katholisch geprägte Akteure unabhängig voneinander für dieses Ergebnis. Infolge radikal eingeschränkter Bürgerrechte in Deutschland nach der NS-Machtübernahme wurde die Kampagne für den Status quo von zahlreichen politischen Flüchtlingen aus dem diktatorisch regierten Deutschland aktiv unterstützt. Vor allem der SPD und den katholischen Kräften fiel es angesichts von dreizehn Jahren unnachgiebiger Propaganda für einen Wiederanschluss an Deutschland und gegen nahezu jede Tätigkeit der Regierungskommission allerdings äußerst schwer, den eigenen Anhängern diesen Positionswechsel zu vermitteln. Sie setzten sich bis Jahresende 1934 beim Völkerbund wiederholt aber erfolglos für eine Verschiebung der Saarabstimmung um fünf oder zehn Jahre ein.
Der politische Katholizismus hatte sich im Oktober 1933 überwiegend dem Nationalsozialismus angeschlossen, lediglich einzelne Gruppen setzten sich hernach für den Status quo ein. Zu einem politischen Zusammenschluss als Partei kam es erst im November 1934 als der Deutsche Volksbund für die Christlich-soziale Gemeinschaft gegründet wurde, dessen Vorstand neben Heinrich Imbusch auch Johannes Hoffmann, der ehemalige Chefredakteur der größten katholischen Tageszeitung des Saargebiets, der Saarbrücker Landeszeitung, angehörte. Die von Hoffmann 1934 gegründete Zeitung Saar-Post war das zentrale Organ des den Status-quo unterstützenden Katholizismus.
Die Saar-SPD unter ihrem Vorsitzenden Max Braun vollzog den Schwenk zur Unterstützung des Status quo nach dem Austritt Deutschlands aus dem Völkerbund am 14. Oktober 1933. Nach Vorstellungen der Saar-SPD sollte das Saargebiet eine Brückenfunktion beim Aufbau der deutsch-französischen Freundschaft einnehmen, um so der Verständigung zwischen beiden Nationen sowie der Friedenssicherung in Europa zu dienen. So verkündete Braun am 14. November 1934 in der in Saarbrücken erscheinenden Zeitung Deutsche Freiheit: „Jede Schlacht, die an der Saar verloren wird, ist ein Verlust der europäischen Demokratie. Jeder Sieg an der Saar ist ein Triumph Europas.“

Propagandaplakat für den Status quo: „Wir halten die Saar, bis Deutschland frei ist“

Propagandaplakat „Volksfront für Status quo“

Die KPD änderte erst im Juli 1934 auf Beschluss der Kommunistischen Internationale ihre Haltung und schloss sich der SPD im Kampf für den Status quo an. Bis dahin hatte sie die Auffassung vertreten, dass der Sturz der nationalsozialistischen Diktatur unmittelbar bevorstehe, wonach ein Sowjet-Deutschland entstehen müsse, weswegen sie für die Rückgliederung Deutschlands eintrat. Zur Umsetzung der neuen Linie gegen den Widerstand lokaler Kader wurde Herbert Wehner, seinerzeit Mitglied der Inlandsleitung der aus dem Untergrund arbeitenden KPD und späterer Bundesminister für gesamtdeutsche Fragen, in das Saargebiet entsandt. Gemeinsam traten KPD und SPD für den Status quo als sogenannte „Antifaschistische Einheitsfront“, oftmals auch als „Freiheitsfront“ bezeichnet, auf.
Zwei weitere, jedoch weitgehend unbedeutende Organisationen die für den Status quo eintraten waren die Arbeitsgemeinschaft zur Wahrung Saarländischer Interessen sowie die Saarländische Wirtschaftsvereinigung, unter der Leitung des ehemaligen Mitglieds der Regierungskommission Jacob Hector.
Zahlreiche Intellektuelle, vor allem aus Nazi-Deutschland geflohene sogenannte „Emigranten“, aber auch international bekannte Intellektuelle unterstützten die Kampagne für den Status quo. Neben Thomas und Heinrich Mann, verfassten unter anderem Hans Marchwitza, Lore Wolf, Norbert Mühlen, Konrad Heiden, Jean-Richard Bloch und John Dewey entsprechende Texte. Als einer der wenigen gebürtigen Saarländer veröffentlichte Gustav Regler im Juni 1934 den Roman Im Kreuzfeuer der sich kritisch mit den geänderten Verhältnissen im Saargebiet seit der Machtübernahme der Nationalsozialisten auseinandersetzt. Der Lyriker Bertolt Brecht schrieb zu diesem Zweck sein Saarlied, die Musik kompinierte Hanns Eisler.
Von der Möglichkeit im Januar 1935 großflächige Plakate im Saargebiet aufzustellen, machte für den Status quo nur die Einheitsfront aus SPD und KPD Gebrauch. Es gab drei Plakate: eine zum Schwur erhobene Hand über eine Fabrik und die Aufschrift „Nur Status Quo! schützt unsere Heimat“. Das zweite Plakat zeigte einen Arbeiter hinter einer mit „Status Quo“ beschrifteten Wand und der Aufschrift „Wir halten die Saar bis Deutschland frei ist!“. Das letzte Plakat bildete drei Männer ab, einen Arbeiter, einen Bergarbeiter und einen Unternehmer, die sich an den Händen halten und der Aufschrift „Volksfront für Status Quo“. Daneben kamen eine Vielzahl kleinerer Poster und Flugblätter zum Einsatz.
Hinzu kam im begrenzten Unfang unterstützende Rundfunkpropaganda aus Frankreich. So strahlte seit 1930 Radio Strasbourg-PTT über den Mittelwellensender Brumath täglich ein zehneinhalbstündiges Programm auf Französisch und Deutsch aus, das sich zunächst an die deutsche Minderheit in Elsass-Lothringen richtete, jedoch auch im Saargebiet gut empfangbar war und für die Abstimmungspropaganda genutzt wurde. Die Sendungen thematisierten die Willkürherrschaft in Deutschland und warnten vor der Wiederangliederung an Deutschland. Im Vorfeld der Saarabstimmung wurden Kundgebungen der Saar-SPD und Saar-KPD live übertragen wurden und Anhänger des Völkerbundmandats kamen zu Wort. Fester Bestandteil des Programms waren die „Saarnachrichten“, die ab 1934 als tägliche Informationssendungen von der Regionalredaktion in enger Abstimmung mit dem Straßburger „Office Regional d'Informations“ und dem Pariser Außenministerium produziert wurden. Die ein- bis mehrmals wöchentlich ausgestrahlte „Saar-Chronik“ ergänzte das Programm. Technisch und organisatorisch unterstand Strasbourg dem französischen Postministerium. Durch informative und professionell produzierte Nachrichten- und Informationssendungen bot Radio Strasbourg damit ein Gegenprogramm zur reichsdeutschen Anschlusspropaganda.

## Die Volksabstimmung am 13. Januar 1935

### Vorgezogene Stimmabgabe

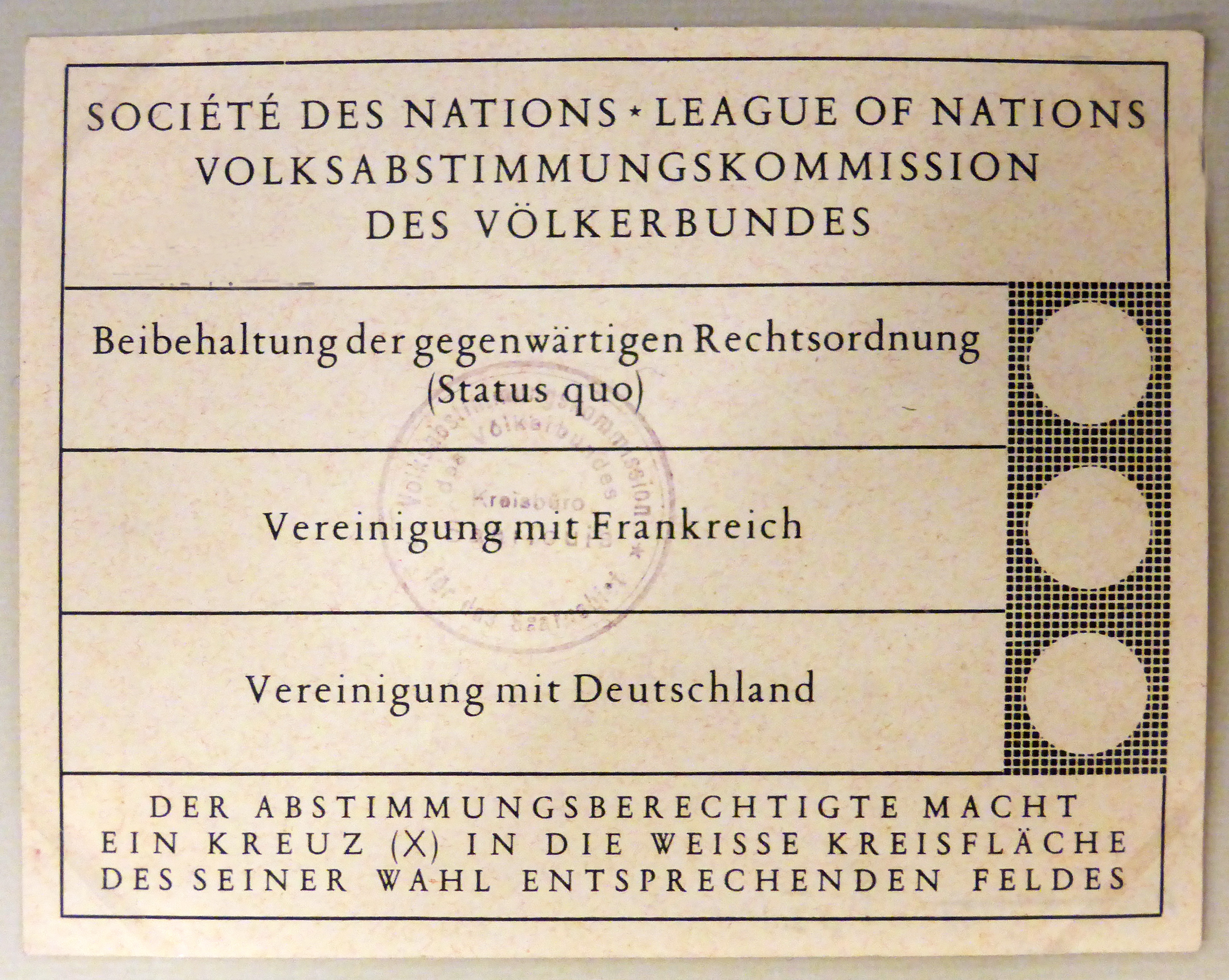
Weißer Stimmzettel, der für die vorgezogene Stimmabgabe verwendet wurde

Am 7., 8. und 9. Januar fand eine vorzeitige Stimmabgabe für Strafgefangene, Krankenhauspatienten, die Angehörigen der Gendarmerie und des Grenzschutzes, Wahlbeamte sowie Arbeiter bei den Eisenbahnen, Bus- und Straßenbahngesellschaften sowie den Post- und Telegrafenämtern in einem eigenen Stimmlokal statt. Kurzum: Alle Personen, die am Abstimmungstag für die Sicherstellung eines reibungslosen Ablaufs des Plebiszits unabkömmlich waren, oder die zur Stimmabgabe eigens antransportiert werden mussten.
Für die vorgezogene Stimmabgabe wurden eigene Stimmzettel auf weißem Papier gedruckt, da die Plebiszitkommission befürchtete, dass ansonsten die für den eigentlichen Tag der Abstimmung vorgesehenen farbigen Stimmzettel vorab bekannt und möglicherweise gefälscht werden würden. Insgesamt wurden in den drei Tagen 5853 Stimmen abgegeben, die zusätzlich in einem zweiten versiegelten Umschlag steckten und im zentralen Abstimmungsbüro unter ständiger Bewachung gelagert wurde. Ihre Auszählung erfolgte zusammen mit allen anderen Stimmen am 14. Januar 1935.
Bei der vorgezogenen Stimmabgabe machten einige Abstimmende den Hitlergruß oder taten anderweitig ihr Stimmverhalten offensiv kund. Gemäß der Abstimmungsregularien war dies im Stimmlokal streng untersagt und wurde mit der sofortigen Vernichtung des Stimmzettels geahndet. Nachdem der Vorsitzende des Stimmlokals diese Vorschrift in fünf Fällen konsequent durchsetzte, rief die Deutsche Front ihre Anhänger eindringlich zur Zurückhaltung auf, woraufhin weitere Verletzungen des Stimmgeheimnisses unterblieben.

### Abstimmung, Auszählung und Bekanntmachung

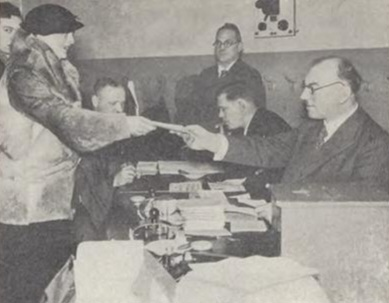
Der Bürgermeister von Arnhem, Petrus Johan Bloemers, als Vorsitzender eines Stimmbüros im Saargebiet 1935

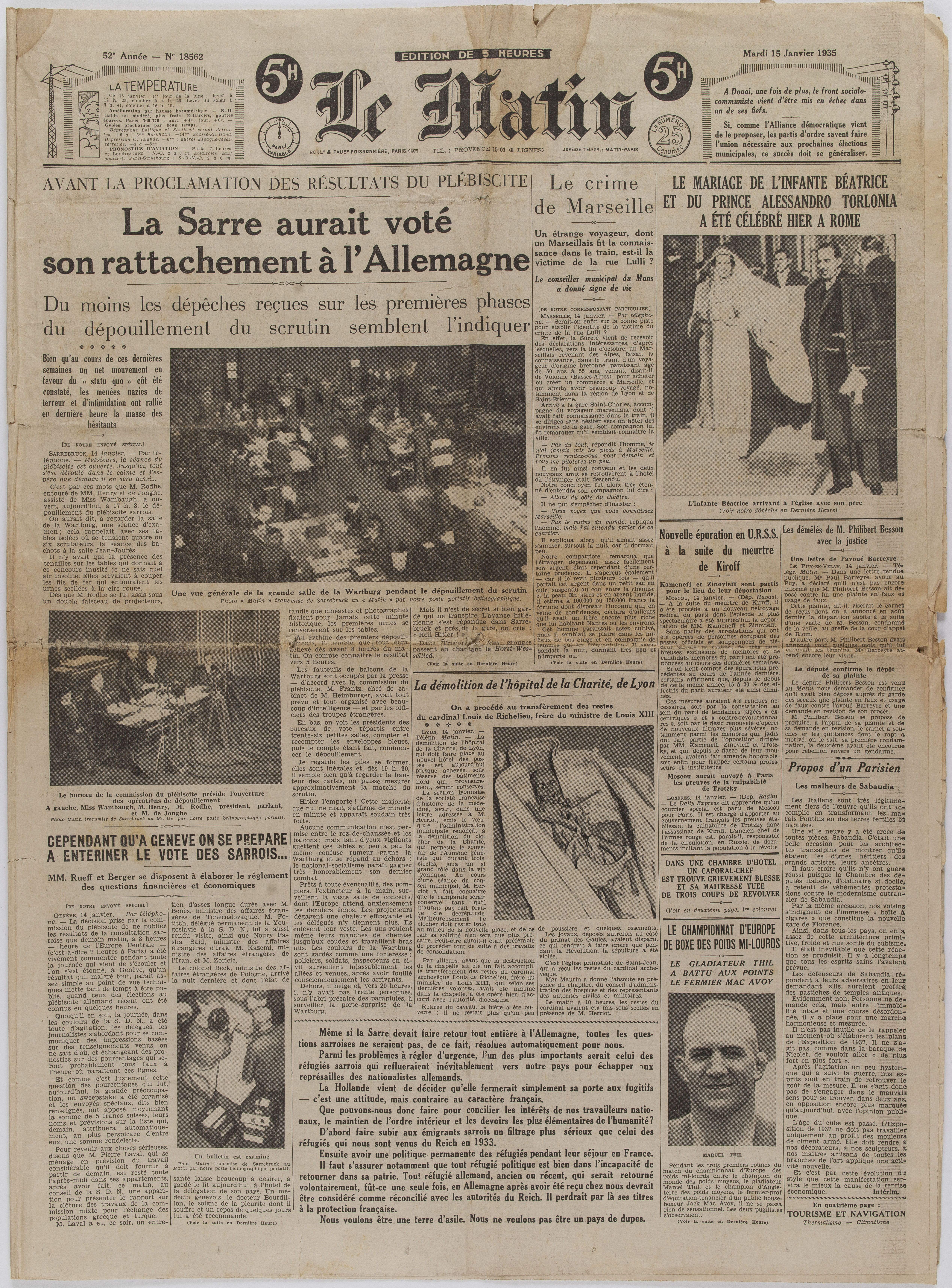
Titelseite der französischen Zeitung Le Matin über das Ergebnis der Saarabstimmung mit Fotos von der Auszählung und der Ergebnisverkündung in der Wartburg

Um eine ungestörte Abstimmung sicherzustellen, hatte die Regierungskommission für den Zeitraum vom 12. bis 15. Januar 1935 den Verkauf von Alkohol untersagt. Weiterhin galt vom 11. bis 15. Januar ein Überflugverbot für das Saargebiet, um jeden Versuch in letzter Minute mit Flugzeugen oder Zeppelinen Propaganda zu betreiben zu verhindern.
Die Volksabstimmung fand am Sonntag, den 13. Januar 1935 statt. Am Abend zuvor hatte es ein wenig geschneit, aber noch in der Nacht aufgehört. Die Stimmlokale waren ab 8:30 Uhr geöffnet. Die Deutsche Front hatte die Weisung ausgegeben, so früh wie möglich abzustimmen und so bildeten sich bereits am frühen Morgen lange Schlangen vor den Stimmlokalen. Der Ordnungsdienst war überall präsent, „regelte“ den Verkehr und ermahnte die Abstimmenden mit Postern mit der Aufschrift „Nicht grüßen! Maul halten!“ zur Ruhe. Nach dem strengen Durchgreifen der Plebiszitkommission gegen jede Form der Sympathiebekundung bei der vorzeitigen Stimmabgabe, wollte die Deutsche Front keine weiteren Stimmverluste riskieren. Zugleich diente das martialische Auftreten des uniformierten Ordnungsdienstes natürlich auch der Einschüchterung der politischen Gegner.
Die Stimmabgabe erfolgte reibungslos, obwohl etwa 135.000 der insgesamt 526.000 Stimmberechtigten nicht an ihrem Wohnort, sondern in einem weiter entfernten Stimmlokal zur Stimmabgabe aufgerufen waren. Die Nutzung der öffentlichen Transportmittel im Saargebiet war am 13. Januar kostenfrei. Die Abstimmenden legten im Stimmlokal ihre Stimmrechtsnachweis und ihre Identifikationskarte vor und erhielten, so sie zu den 600 dem Stimmlokal zugeordneten Personen gehörten, einen Stimmzettel und einen Umschlag. In den bereitgestellten Stimmkabinen konnten sie auf dem Stimmzettel die von ihnen gewünschte Option ankreuzen (aufgeführt von oben nach unten: „Beibehaltung der gegenwärtigen Rechtsordnung (Status quo)“, „Vereinigung mit Frankreich“, „Vereinigung mit Deutschland“). Der Abstimmende steckte sodann den Stimmzettel in den Umschlag und reichte diesen verschlossen an den Vorsitzenden des Stimmlokals. Dieser stempelte den Umschlag und warf ihn in die Urne ein. Der Großteil der Stimmberechtigten hatte bis Mittag ihre Stimme abgegeben. Die Stimmlokale blieben bis 20 Uhr geöffnet. Die versiegelten Urnen wurden mit der Nummer des Stimmlokals markiert und am gleichen Abend unter Begleitung der jeweiligen Beisitzer in die Wartburg gebracht, wo sie bewacht von Soldaten, aber auch Feuerwehrleuten, gelagert wurden.
Die Auszählung erfolgte am 14. Januar ab 17 Uhr durch 300 Beisitzer aus den Stimmlokalen, in Anwesenheit der Plebiszitkommission sowie Vertretern der deutschen und französischen Regierung, der Regierungskommission, einem Vertreter des Heiligen Stuhls, des Oberbürgermeister von Saarbrücken, Vertretern der beiden Kampagnen sowie der internationalen Presse. Am Eingang wurden alle Personen von der Polizei einer Sicherheitskontrolle unterzogen. Die Auszählung erfolgte nach Stimmbezirk, wobei alle Urnen aus den zum Bezirk gehörenden Stimmlokalen zunächst auf einen ein Tisch entleert und die Umschläge dort vermischt wurden, um das Stimmgeheimnis zu wahren. Die Stimmzettel wurden nach Ergebnis sortiert und in Packen zu 100 Zetteln gebunden. Jedes Bündel wurde von zwei verschiedenen Personen gezählt und ihre Namen vermerkt. Alle zweifelhaften Stimmzettel wurden der Plebiszitkommission zur Entscheidung vorgelegt. Die Ergebnisse wurden schließlich mittels Rechenmaschine zusammengerechnet und getrennt der Plebiszitkommission vorgelegt. Die Auszählung wurde schließlich am 15. Januar, um 5 Uhr morgens beendet. Den Zählern war es jedoch untersagt, das Gebäude vor Verkündung der offiziellen Ergebnisse zu verlassen.
Die Verkündigung des Abstimmungsergebnisses erfolgte am Morgen des 15. Januar 1935. Zunächst informierte die Plebiszitkommission um etwa 7:30 Uhr das Sekretariat des Völkerbundes in Genf telefonisch. Um 8:15 Uhr wurde das Ergebnis dann durch eine Radioübertragung direkt aus der Wartburg vom schwedischen Vorsitzenden der Plebiszitkommission in deutscher Sprache verkündet. In zeitgleichen Sendungen verkündeten die beiden anderen Mitglieder der Kommission die Ergebnisse zudem in französischer und englischer Sprache.
Der reichsdeutsche Rundfunk reagierte unmittelbar im Anschluss mit einer eigenen Hörfunkinszenierung. In einer Schaltung aus dem Funkhaus in Frankfurt meldete Gauleiter Bürckel das Ergebnis an Hitler: „Mein Führer! In tiefster Ergriffenheit darf ich die Deutschen an der Saar an den Altar unserer Einheit und Schicksalsgemeinschaft führen“. Hitler, vom Obersalzberg bei Berchtesgaden aus zugeschaltet, bedankte sich bei den Saarländern. Dann intonierte ein Chor das Saarlandlied und stimmte den Choral Großer Gott, wir loben dich an. Die Schlussansprache hielt wiederum Goebbels aus dem Reichspropagandaministerium. Mit über vierminütigem Glockengeläut und der damals üblichen Kombination aus Deutschlandlied und Horst-Wessel-Lied klang die Übertragung aus.

### Die Ergebnisse der Volksabstimmung
Mit über 528.000 Abstimmenden nahm ein sehr hoher Anteil der Stimmberechtigten (fast 97,9 %) an der Volksabstimmung teil. Die ganz überwiegende Mehrheit der abgegebenen gültigen Stimmen (90,7 %) sprach sich für die „Vereinigung mit Deutschland“ aus. Für die „Beibehaltung der gegenwärtigen Rechtsordnung (Status quo)“ stimmte eine deutliche Minderheit (8,9 %), während die „Vereinigung mit Frankreich“ keine nennenswerte Unterstützung (0,4 %) im Stimmvolk fand. Wenngleich der Anteil ungültiger Stimmen nicht ungewöhnlich hoch ausfiel, war bei der Auszählung auffällig, wie viele Abstimmende auf diese Weise ihre Zerrissenheit ausdrückten, indem beispielsweise auf dem Stimmzettel geschrieben stand „Für Deutschland – gegen Hitler“ oder „Zum gottlosen Hitler Deutschland“.
| Stimmverteilung Volksabstimmung | Stimmverteilung Volksabstimmung | Stimmverteilung Volksabstimmung | Stimmverteilung Volksabstimmung | Stimmverteilung Volksabstimmung | Stimmverteilung Volksabstimmung | Stimmverteilung Volksabstimmung                           | Stimmverteilung Volksabstimmung                           | Stimmverteilung Volksabstimmung | Stimmverteilung Volksabstimmung | Stimmverteilung Volksabstimmung | Stimmverteilung Volksabstimmung |
| Gebiet                          | Stimmberechtigte (a)            | abgegebene Stimmen (b)          | abgegebene Stimmen (b)          | ungültige Stimmen               | ungültige Stimmen               | gültige Stimmen (c)                                       | gültige Stimmen (c)                                       | gültige Stimmen (c)             | gültige Stimmen (c)             | gültige Stimmen (c)             | gültige Stimmen (c)             |
| Gebiet                          | Stimmberechtigte (a)            | abgegebene Stimmen (b)          | abgegebene Stimmen (b)          | ungültige Stimmen               | ungültige Stimmen               | Beibehaltung der gegenwärtigen Rechtsordnung (Status quo) | Beibehaltung der gegenwärtigen Rechtsordnung (Status quo) | Vereinigung mit Frankreich      | Vereinigung mit Frankreich      | Vereinigung mit Deutschland     | Vereinigung mit Deutschland     |
| Gebiet                          | Anzahl                          | Anzahl                          | Anteil (an a)                   | Anzahl                          | Anteil (an b)                   | Anzahl                                                    | Anteil (an c)                                             | Anzahl                          | Anteil (an c)                   | Anzahl                          | Anteil (an c)                   |
| ------------------------------- | ------------------------------- | ------------------------------- | ------------------------------- | ------------------------------- | ------------------------------- | --------------------------------------------------------- | --------------------------------------------------------- | ------------------------------- | ------------------------------- | ------------------------------- | ------------------------------- |
| Saarbrücken (Stadt)             | 088.596                         | 084.850                         | 95,77 %                         | 0381                            | 0,45 %                          | 10.413                                                    | 12,33 %                                                   | 0286                            | 0,34 %                          | 073.761                         | 87,33 %                         |
| Saarbrücken (Land)              | 138.158                         | 135.116                         | 97,80 %                         | 0500                            | 0,37 %                          | 12.303                                                    | 9,14 %                                                    | 0657                            | 0,49 %                          | 121.632                         | 90,37 %                         |
| Saarlouis                       | 095.598                         | 093.955                         | 98,28 %                         | 0414                            | 0,44 %                          | 07.541                                                    | 8,06 %                                                    | 0768                            | 0,82 %                          | 085.230                         | 91,12 %                         |
| Ottweiler                       | 100.770                         | 099.200                         | 98,44 %                         | 0376                            | 0,38 %                          | 08.792                                                    | 8,90 %                                                    | 0152                            | 0,15 %                          | 089.875                         | 90,95 %                         |
| Merzig                          | 025.047                         | 024.744                         | 98,79 %                         | 0134                            | 0,54 %                          | 01.180                                                    | 4,80 %                                                    | 0066                            | 0,27 %                          | 023.362                         | 94,94 %                         |
| St. Wendel                      | 022.176                         | 021.882                         | 98,67 %                         | 0095                            | 0,43 %                          | 01.130                                                    | 5,19 %                                                    | 0027                            | 0,12 %                          | 020.599                         | 94,68 %                         |
| St. Ingbert                     | 037.748                         | 037.271                         | 98,74 %                         | 0212                            | 0,57 %                          | 03.058                                                    | 8,25 %                                                    | 0126                            | 0,34 %                          | 033.867                         | 91,41 %                         |
| Homburg                         | 031.448                         | 031.087                         | 98,85 %                         | 0085                            | 0,27 %                          | 02.196                                                    | 7,08 %                                                    | 0042                            | 0,14 %                          | 028.763                         | 92,78 %                         |
| Saargebiet                      | 539.541                         | 528.105                         | 97,88 %                         | 2.197                           | 0,42 %                          | 46.613                                                    | 8,86 %                                                    | 2.124                           | 0,40 %                          | 477.089                         | 90,73 %                         |

## Die Rückgabe des Saargebiets (Januar – März 1935)

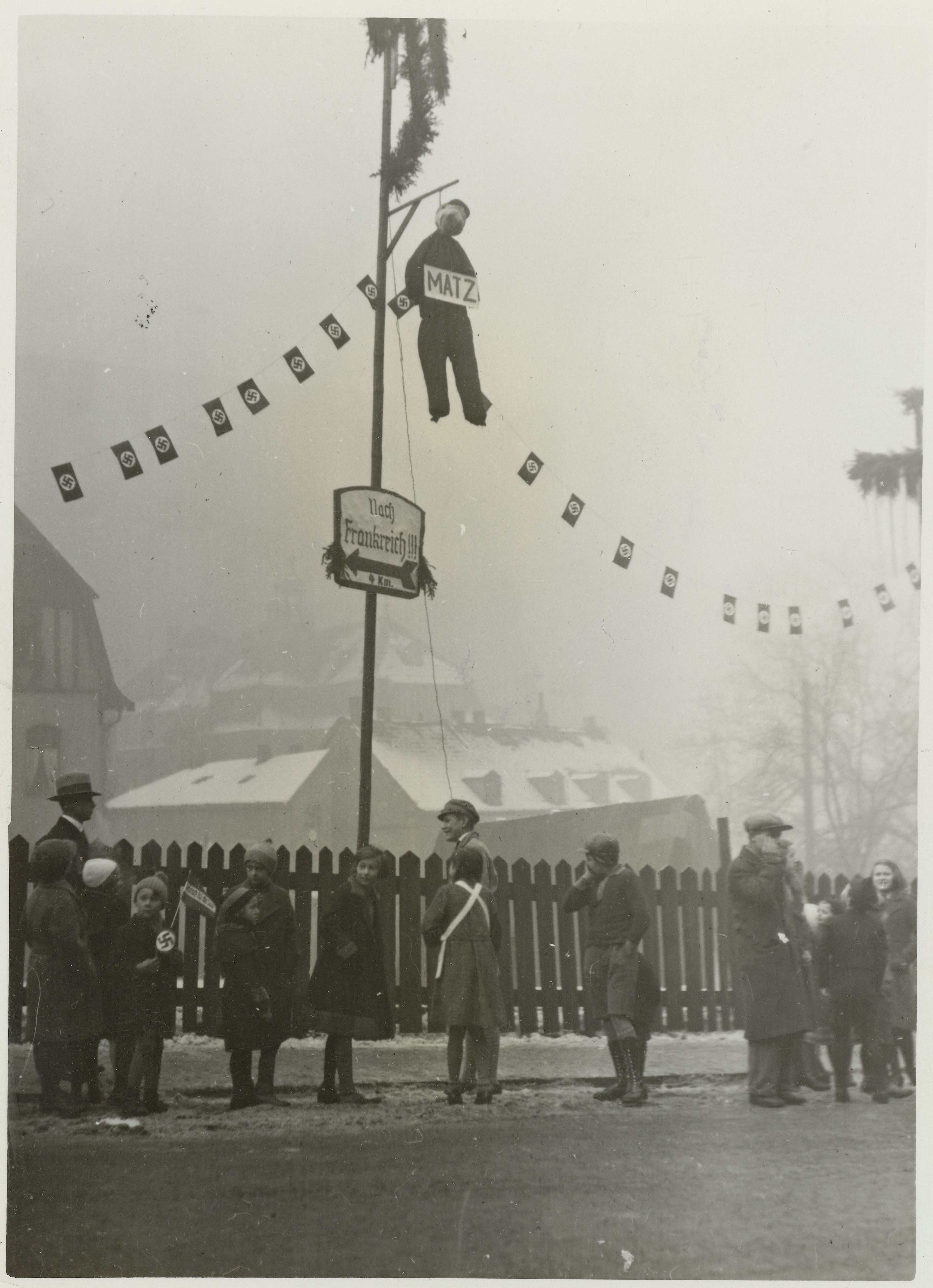
Der Vorsitzende der Sozialdemokratischen Partei im Saargebiet Max Braun (auch Matz Braun genannt) wird von den Nationalsozialisten als Puppe symbolisch gehängt (16. Januar 1935)

Noch am Abend des 15. Januar 1935 begab sich die Plebiszitkommission zusammen mit dem Vorsitzenden der Regierungskommission nach Genf zum Völkerbund. Mit sich führte sie die ausgezählten Stimmzettel, verpackt in 70 hölzernen Kisten. Am 17. Januar präsentierte sie die Ergebnisse der Volksabstimmung im Völkerbundrat. Im Anschluss stellte Pompeo Aloisi vom Komitee der Drei einen Resolutionsentwurf vor, der die Übergabe des Saargebiets zum 1. März 1935 an das Deutsche Reich beinhaltete. Alle Verordnungen, die für das Plebiszit erlassen worden waren, sollten unverzüglich aufgehoben und eine allgemeine Amnestie für alle von Plebiszitgerichten verurteilte Personen ausgesprochen werden. Der französische Vertreter, Pierre Laval, erkannte das klare und unmissverständliche Ergebnis ausdrücklich an und dankte allen Beteiligten sowie den Saarländern für ihr Mühen. Ähnlich äußerten sich auch alle weiteren Redner. Das Deutsche Reich hatte sich trotz ausdrücklicher Einladung erneut geweigert, einen Vertreter zu der Sitzung zu entsenden. Abschließend nahm der Völkerbundrat die Resolution an. Die Kisten mit den Stimmzetteln wurden in Genf vernichtet und die Plebiszitkommission kehrte ins Saargebiet zurück.
Auf den Straßen im Saargebiet versammelten sich derweil Menschen zu spontanen Jubelfeiern. Jugendliche auf dem Land verbrannten Strohpuppen, die mit „Matz Braun“ und „Status quo“ beschriftet waren. Rufe, wie „Ri, ra, ratsch – weg mit Status Quatsch!“ erklangen. Die Regierungskommission teilte Max Braun und Johannes Hoffmann mit, dass sie für deren Sicherheit nicht mehr garantieren könne. Daraufhin flohen beide nach Frankreich. In den folgenden Wochen emigrierten insgesamt rund 4300 NS-Gegner. In den folgenden Monaten und Jahren folgten weitere Tausende. Die französische Regierung brachte diese zunächst in Südwestfrankreich in einer Aufnahmeeinrichtung unter, wollte sich jedoch nicht längerfristig um die Menschen kümmern. Von Frankreich gebeten, beschloss der Völkerbund am 1. April 1935, dass die geflohenen Saarländer Nansen-Pässe erhalten sollten. Im Jahr 1936 gewährte der Völkerbund 200.000 CHF, um den geflüchteten Saarländern, die dies wünschten, eine Übersiedlung nach Paraguay zu ermöglichen.

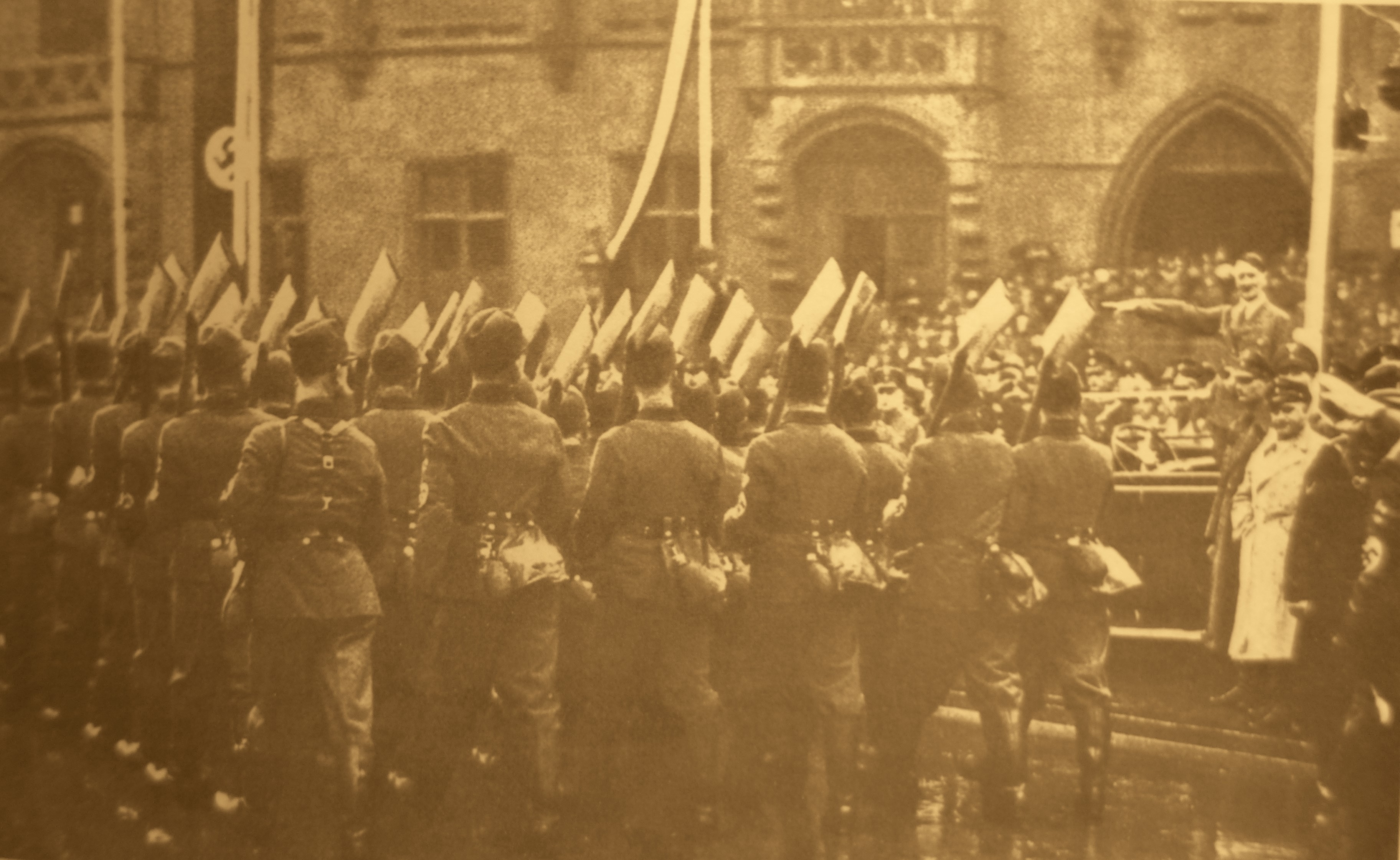
Hitler trifft am 1. März 1935 in Saarbrücken ein

Unmittelbar im Anschluss an den Beschluss in Genf nahm das Komittee der Drei Kontakt zur deutschen und zur französischen Regierung auf, um ein Übereinkommen für die Übergabe des Saargebiets auszuhandeln. Dieses wurde am 19. Februar 1935 dem Völkerbund vorgelegt. Darin wurde die Übergabe der Minen und anderer Immobilien im französischen Besitz an das Deutsche Reich geregelt, alle Finanzmittel der Regierungskommission in nicht-deutschen Währungen würden über die Bank für Internationalen Zahlungsausgleich in Basel übergeben werden, die Zollunion mit Frankreich würde zum 17. Februar 1935 enden und die Mitarbeiter im öffentlichen Dienst (mit wenigen Ausnahmen) würden vom Deutschen Reich übernommen werden. Wie bereits im Sommer 1934 vereinbart, würde das Oberste Plebiszitgericht noch für ein weiteres Jahr fortbestehen, um mögliche noch auftauchende Rechtsfälle im Zusammenhang mit der Volksabstimmung zu entscheiden. Für den Rückkauf der Minen von Frankreich durch Deutschland sollten eigentlich die im Saargebiet im Umlauf befindlichen Franc genutzt werden. Von den geschätzten 12 Milliarden Franc, konnten jedoch kaum 299 Millionen eingezogen werden, da sehr viele Saarländer ihr Geld anderweitig ins Ausland schafften. Entsprechend musste das Deutsche Reich wie vereinbart den Rückkauf für 900 Millionen Franc in den folgenden Jahren durch einen höheren Anteil kostenfreier Kohle aus dem Saargebiet an Frankreich begleichen.
Ab Mitte Februar 1935 wurde die Internationale Truppe schrittweise abgezogen. Am 26. Februar verließen unter dem Jubel der Bevölkerung als letztes britische Soldaten das Saargebiet. Am 28. Februar übergab der Vorsitzende der Regierungskommission, Geoffrey Knox, die Kontrolle über die Polizei an die deutschen Behörden und übertrug die Regierungsmacht an Pompeo Aloisi vom Komittee der Drei. Dieser wiederum übergab am 1. März 1935 im Rahmen einer kleinen Zeremonie mit Reichsinnenminister Frick die Kontrolle des Saargebiets offiziell an das Deutsche Reich zurück. Noch am Mittag des gleichen Tages traf Adolf Hitler in Saarbrücken ein und wurde dort unter anderem von 50.000 Mitgliedern der SA und der SS aus der Saar und der Pfalt begrüßt. Noch am 1. März 1935 wurde der neue Gau Pfalz-Saar von den Nationalsozialisten etabliert, dessen Gauleiter Josef Bürckel wurde. Das Saargebiet wurde nicht zurück an Preußen und Bayern angegliedert, sondern als „Reichsland Saarland“ unmittelbar einem Reichskommissar (ebenfalls Bürckel) unterstellt. Weiterhin wurde die Stadt Saarlouis in „Saarlautern“ umbenannt. Bei der Reichstagswahl 1936 gehörte das Saarland dem Wahlkreis 27 Rheinpfalz-Saar (zuvor nur „Pfalz“) an.
Die jüdische Bevölkerung des Saargebiets war bereits seit 1933 einem zunehmenden Antisemitismus ausgesetzt, der jedoch durch die grundsätzliche Aufrechterhaltung der demokratischen Ordnung durch die Regierungskommission im Vergleich zum Deutschen Reich noch begrenzt blieb. Nach der Volksabstimmung und der absehbaren Rückgliederung an Deutschland machten viele Juden von der Möglichkeit Gebrauch, ihren Besitz frei von Auflagen aus dem Saargebiet herausbringen zu können. Diejenigen Juden, die das Saargebiet nicht verlassen konnten oder wollten, erlebten fast die gleichen Repressalien wie die im Deutschen Reich lebenden Juden. Mit dem am 15. September 1935 verabschiedeten sogenannten Nürnberger Gesetzen verloren sie das Wahlrecht und von scharfer Ausgrenzung betroffen. Die noch bis zum 1. März 1936 geltende Erklärung des Deutschen Reichs zur Wahrung der Bürgerrechte im früheren Saargebiet, brachte hierbei lediglich einen kurzen Aufschub. Mit der Wagner-Bürckel-Aktion wurden die ungefähr 150 verblieben Juden aus den Gauen Westmark und Baden in das Lager Gurs deportiert. Die beiden Gaue galten damit als erste im Deutschen Reich als „judenfrei“.

## Die Volksabstimmung in der Erinnerungskultur
Im Deutschen Reich wurde die große Mehrheit für einen Wiederanschluss an Deutschland von der Propaganda intensiv thematisiert. Die Losung „Deutsch ist die Saar“ oder auch „Deutsch ist die Saar immerdar“ blieb noch viele weitere Monate präsent und auf einer unüberschaubar großen Zahl an Memorabilia verbreitet. Die Deutsche Reichspost gab bereits am 16. Januar 1935 vier Sondermarken zur Volksabstimmung heraus. In den folgenden Monaten erschienen im Deutschen Reich noch einmal eine ganze Reihe von Romanen, die sich dem Saarkampf widmeten, so beispielsweise Weltgeschichte an der Saar von Karl Bartz und Wir erleben die Befreiung an der Saar von Alfred-Ingemar Berndt und Otto Kriegk.
Daneben ordnete die Reichsregierung an, dass in den deutschen Städten „Saarlandstraßen“ beziehungsweise „Saarstraßen“ zu benennen waren, von denen viele heute noch so heißen. Allein im Gebiet Westfalen und Lippe wurden zwischen 1933 und 1939 insgesamt 22 Neu- beziehungsweise Umbenennungen von Straßen in Saar- oder Saarlandstraße vorgenommen, davon sind elf heute noch gültig. In der gleichgeschalteten Presse wurde über Wochen über die Ereignisse im Saargebiet berichtet, teils mit Sonderausgaben. Anlässlich des Wiederanschlusses am 1. März 1935 fanden vielerorts Saarfeiern statt. In Rohrbach, einem Stadtteil von St. Ingbert wurde 1936/37 eine evangelische „Saardank-Kirche“ errichtet, 1953 umbenannt in Christuskirche. Auch im saarländischen Beeden wurde 1934/35 eine „Saarbefreiungskirche“ gebaut, die heute als „Protestantische Friedenskirche Beeden“ bezeichnet wird.

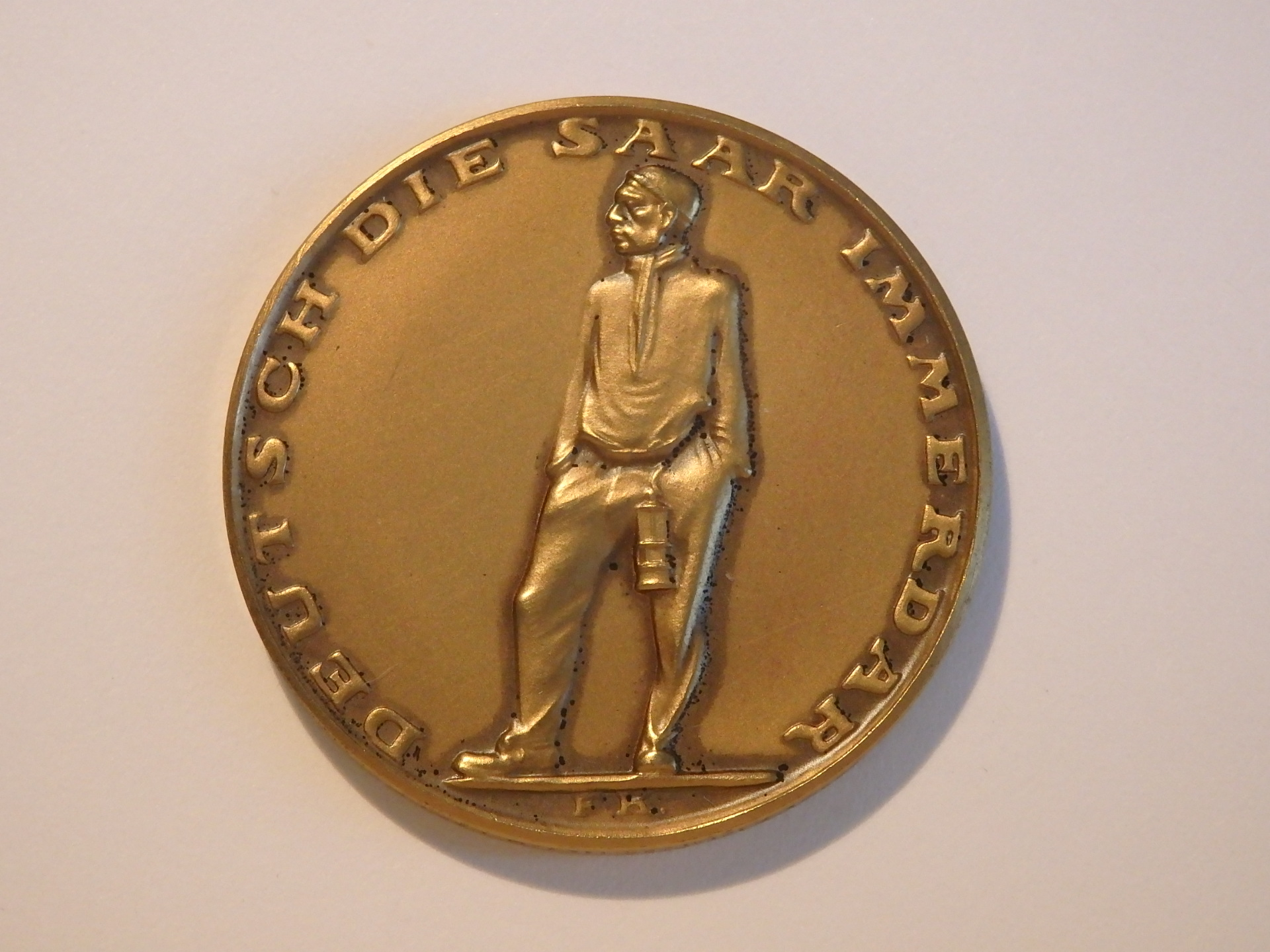
Deutsche Gedenkmünze von 1935 (Vorderseite) mit dem Slogan „Deutsch die Saar immerdar“
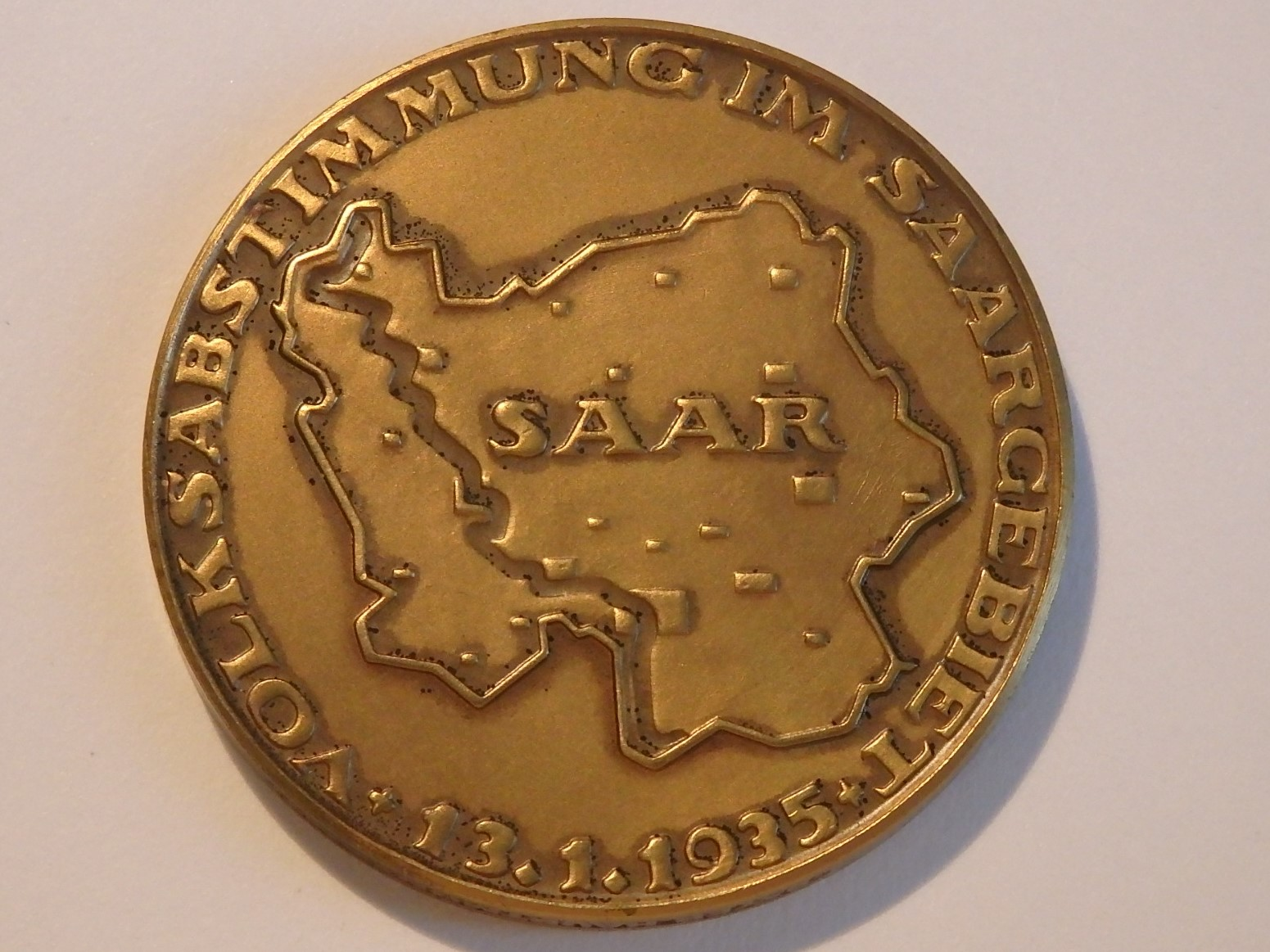
Deutsche Gedenkmünze von 1935 (Rückseite) mit dem Datum der Volksabstimmung
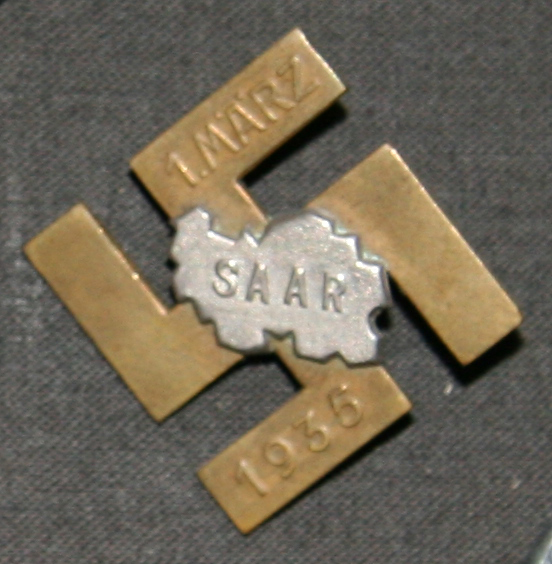
Anstecker in Form des NSDAP-Hakenkreuzes zur Erinnerung an die Volksabstimmung
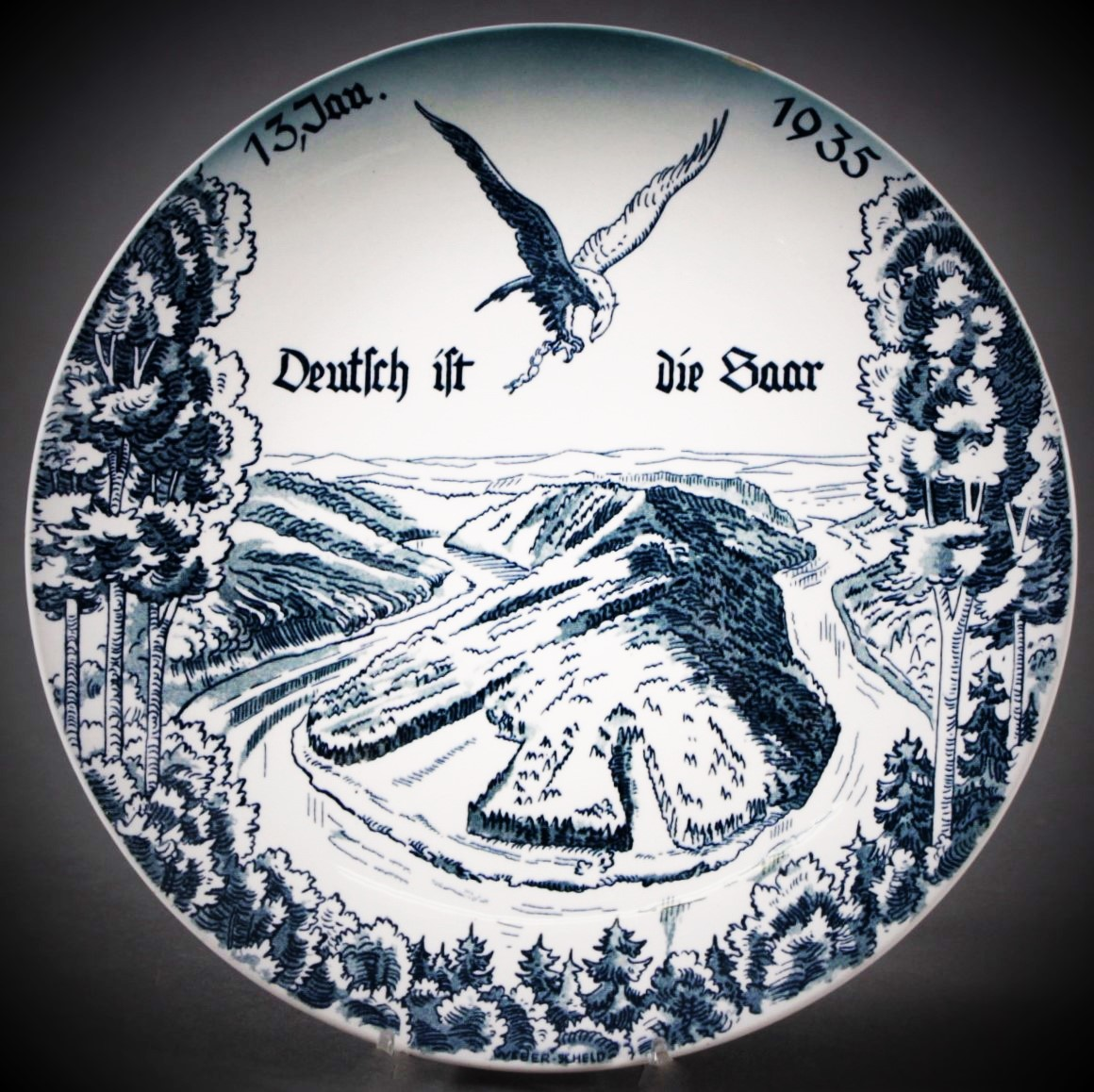
Gedenkteller Blick von der Cloef auf die Saarschleife bei Orscholz mit emporfliegendem deutschem Reichsadler
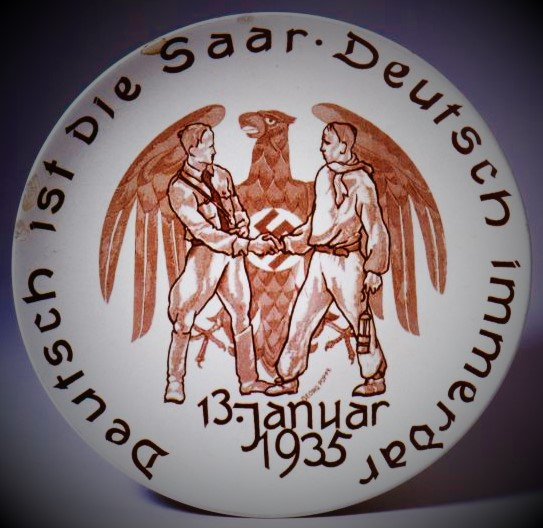
Gedenkteller mit Reichsadler mit Hakenkreuzemblem, davor reichen sich ein NS-Parteigenosse (links) und ein Saarbergmann mit Grubenlampe (rechts) die Hand, mit umlaufenden Slogan „Deutsch ist die Saar, deutsch immerdar“
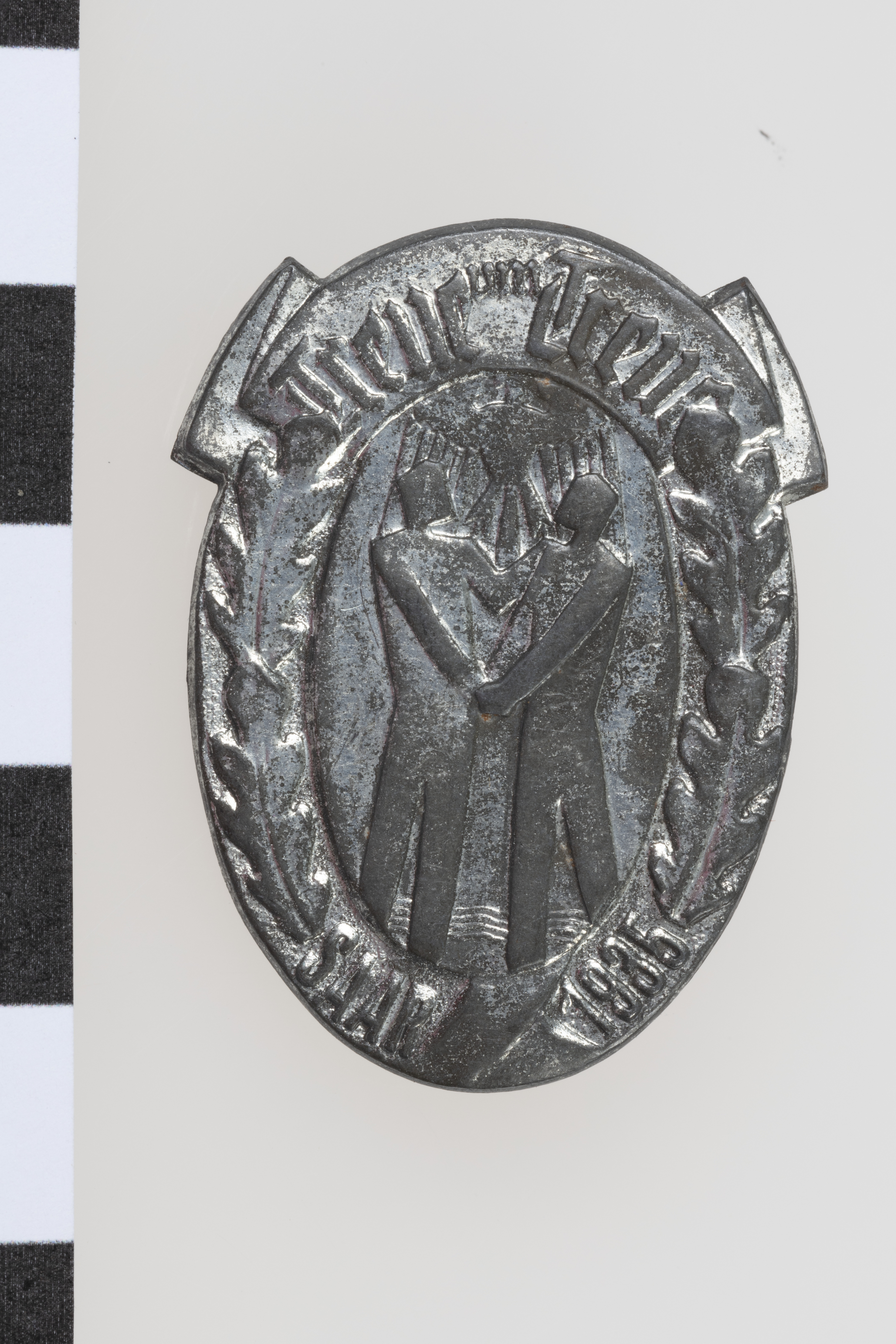
Gedenk-Blechmarke, zwei Männer reichen sich die Hand, im Hintergrund oben der Reichsadler und unten die Saar, beschriftet mit „Treue um Treue“ und „Saar 1935“
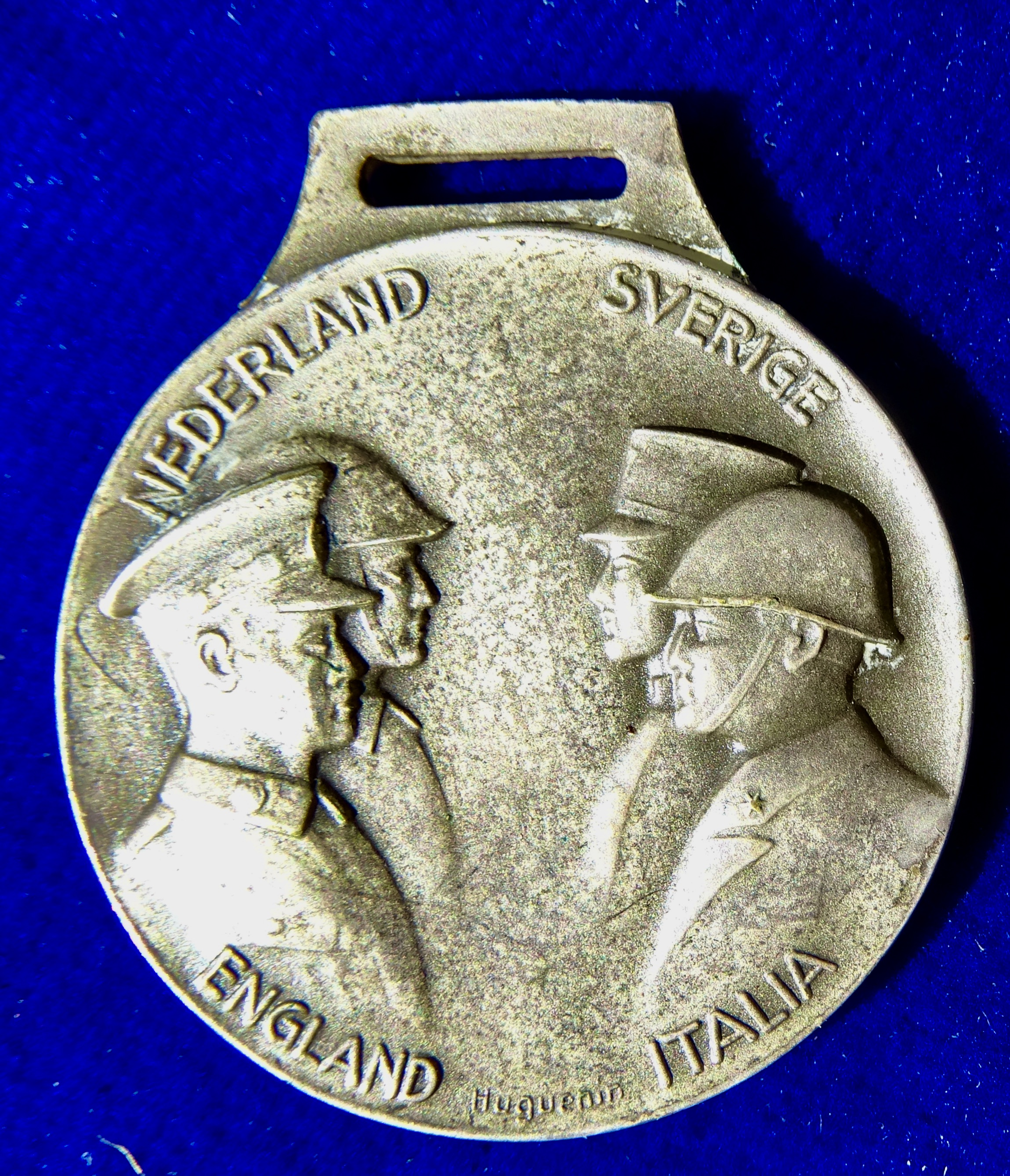
Orden (Vorderseite) für die Angehörigen der Internationalen Schutztruppe, Abbildung von vier Offizieren mit jeweils nebenstehend dem Landesnamen in der Landessprache („Nederland“, „Sverige“, „England“, „Italia“), unten die Wortmarke des Herstellers Huguenin aus dem Schweizerischen Le Locle
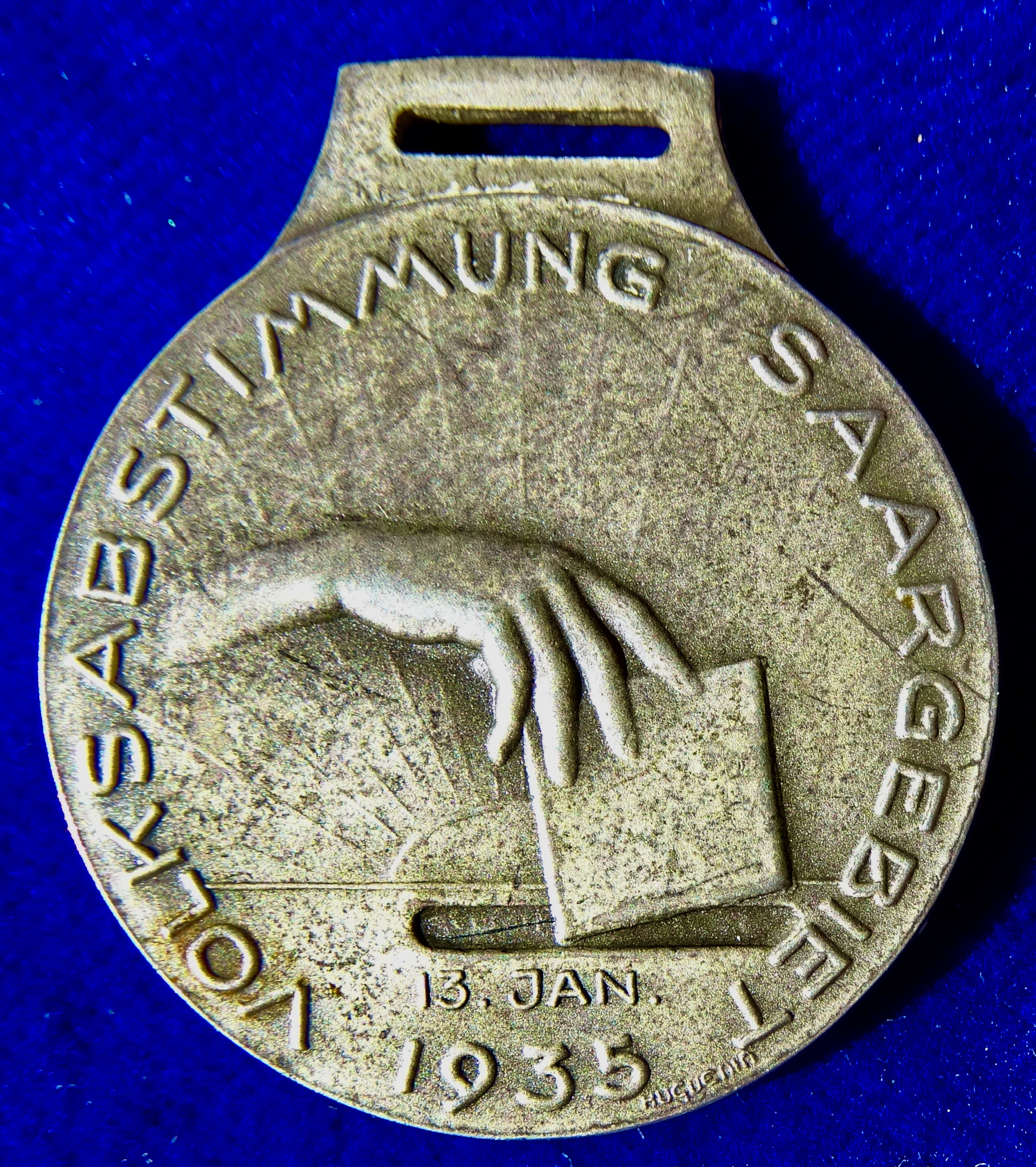
Orden (Rückseite) mit der Abbildung einer Hand die einen Stimmzettel in eine Urne wirft vor einer aufgehenden Sonne, mit umlaufender Schrift „Volksabstimmung Saargebiet 13. Jan. 1935“